# Gilbweiderich
Als Gilbweiderich (Lysimachia), auch Gelbweiderich oder Felberich genannt, bezeichnet man eine Pflanzengattung in der Unterfamilie der Myrsinengewächse (Myrsinoideae) innerhalb der Familie der Primelgewächse (Primulaceae). Die seit 2009 etwa 200 Arten sind hauptsächlich auf der Nordhalbkugel verbreitet.

## Beschreibung

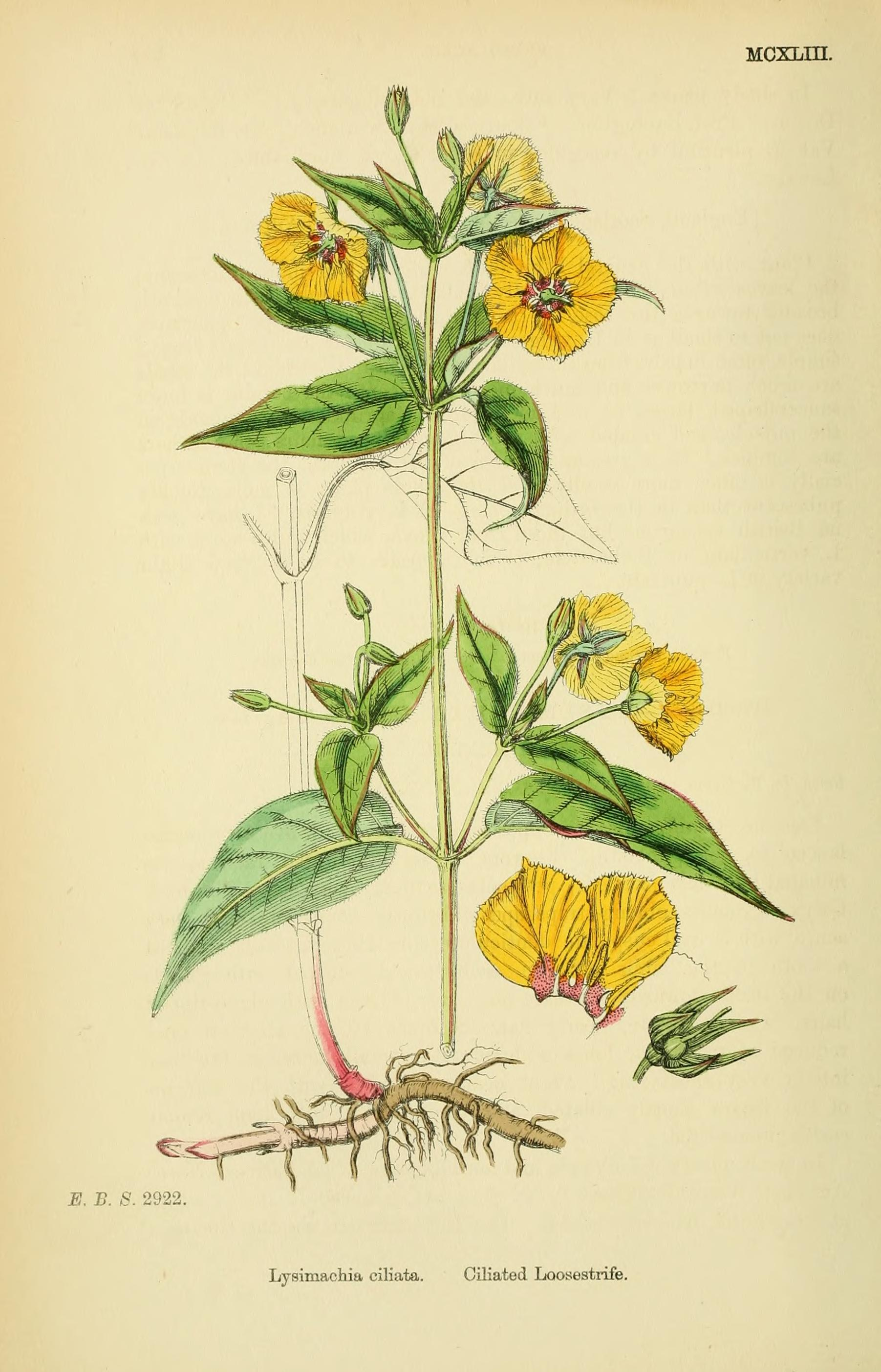
Illustration aus English botany, or, Coloured figures of British plants, 1863 des Bewimperten Gilbweiderich (Lysimachia ciliata)

### Erscheinungsbild und Blätter
Bei Lysimachia-Arten handelt es sich meist um ausdauernde krautige Pflanzen, seltener auch um Halbsträucher, die selbstständig aufrecht bis niederliegend wachsen. Neuerdings gehören auch einige einjährige Arten zu dieser Gattung. Die vegetativen oberirdischen Pflanzenteile besitzen häufig Drüsen, die man als Punkte oder Striche erkennen kann.
Die meist gegenständig oder in Quirlen, seltener wechselständig am Stängel angeordneten Laubblätter sind einfach und ganzrandig.

### Blütenstände, Blüten und Früchte
Blüten einzeln in den oberen Blattachseln oder in seiten- oder endständigen, rispigen, trugdoldigen oder traubigen Blütenständen zusammen, die oft zu kopfigen Bündeln verkürzt sind. Es sind Tragblätter vorhanden.
Die zwittrigen Blüten sind radiärsymmetrisch und meist fünf- oder selten sechs- bis neunzählig mit doppelter Blütenhülle.  Die meist fünf, selten sechs bis neun Kelchblätter sind nur kurz verwachsen. Die meist fünf, selten sechs bis neun Kronblätter sind nur kurz glocken- oder fast radförmig verwachsen. Die Kronzipfel sind in der Knospendeckung einsinnig (monostroph) gedreht, und zwar im gleichen Drehsinn der Knospendeckung wie beim verwandten Alpenveilchen. Die Farben der Kronblätter sind meistens gelb, seltener weiß oder rosafarben. Die fünf Staubblätter sind frei oder an der Basis zu einem Ring verwachsen und mehr oder weniger stark mit der Kronröhre verwachsen.
Die fast kugelige Kapselfrucht öffnet sich bei Reife meist mit Klappen, bei wenigen Arten bleibt sie geschlossen.

## Systematik und Verbreitung

### Taxonomie
Die Gattung Lysimachia wurde durch Carl von Linné in Species Plantarum, Band I, 1753, Seite 146 und Genera Plantarum, 5. Auflage, 1754, Seite 72 aufgestellt. Der botanische Gattungsname Lysimachia bezieht sich auf den griechischen Feldherrn Lysimachos, einem der von Alexander dem Großen eingesetzten Diadochen; die Legende behauptet, dass Lysimachos als Erster eine Lysimachia-Art entdeckte. Synonyme für Lysimachia L. sind: Apochoris Duby, Steironema Raf., Naumburgia Moench, und seit 2009 zusätzlich Anagallis L., Asterolinon Hoffmanns. & Link, Centunculus L., Glaux L., Pelletiera A.St.-Hil. sowie Trientalis L..

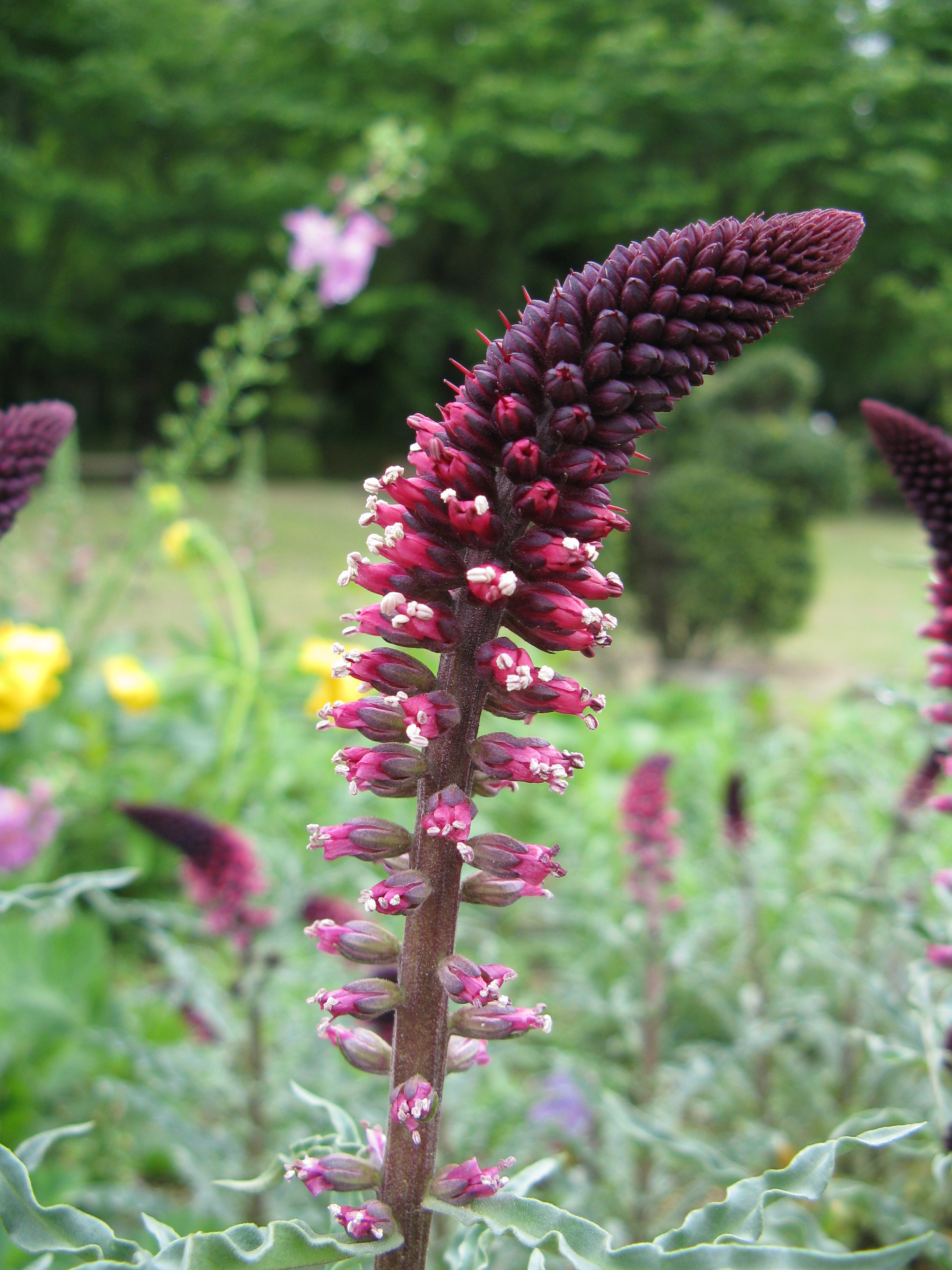
Purpurblütiger Gilbweiderich (Lysimachia atropurpurea)

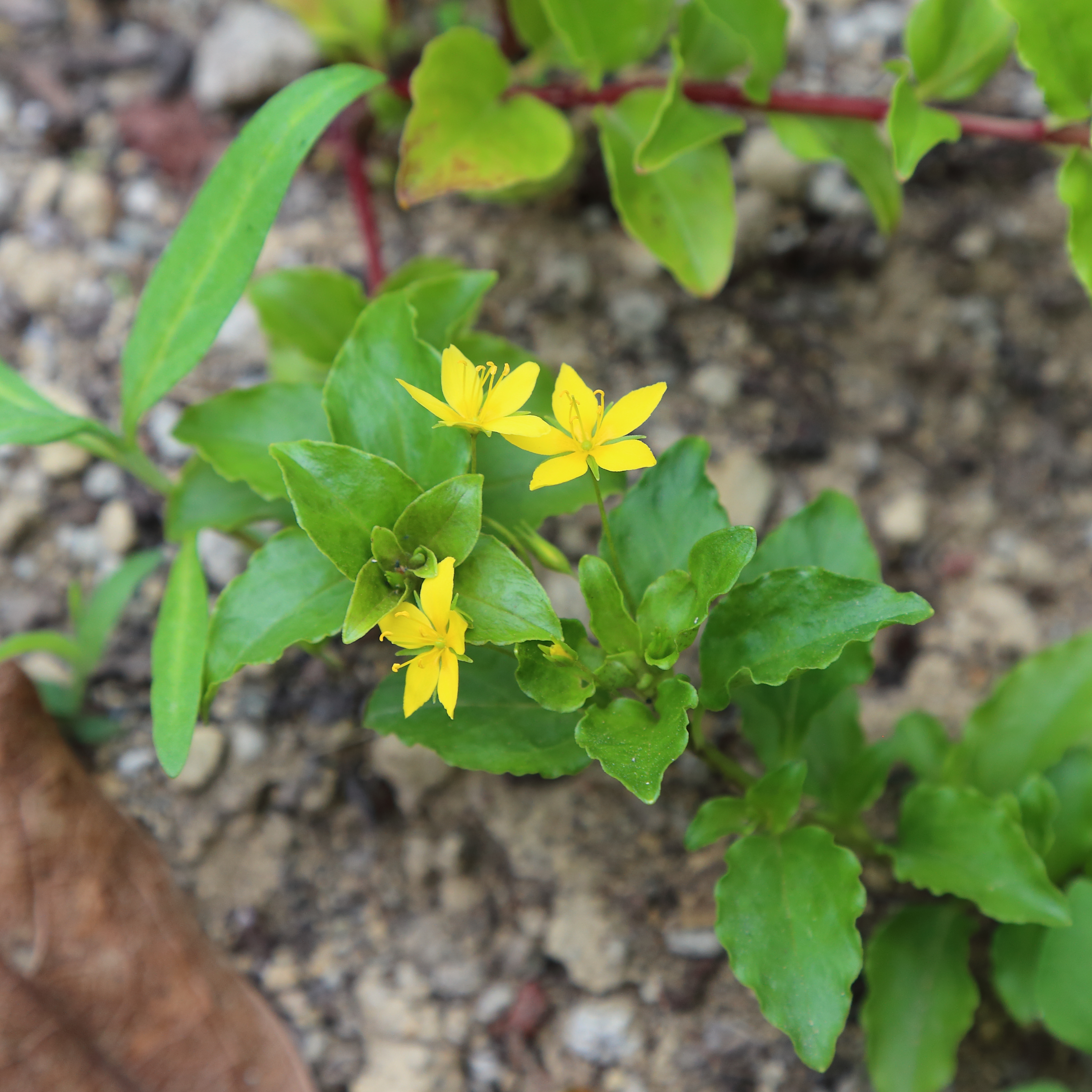
Lysimachia azorica

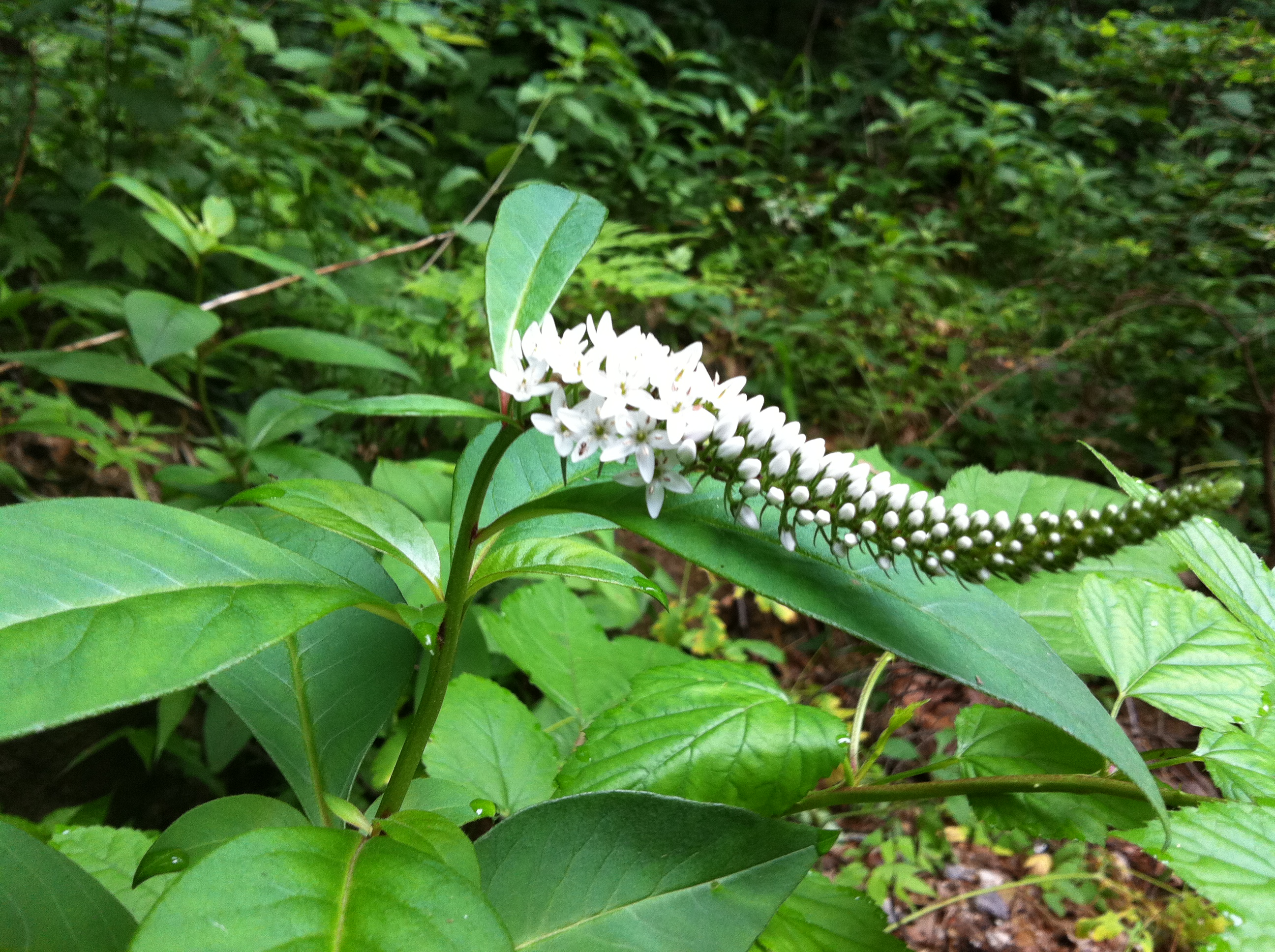
Laubblätter und Blütenstand von Lysimachia barystachys

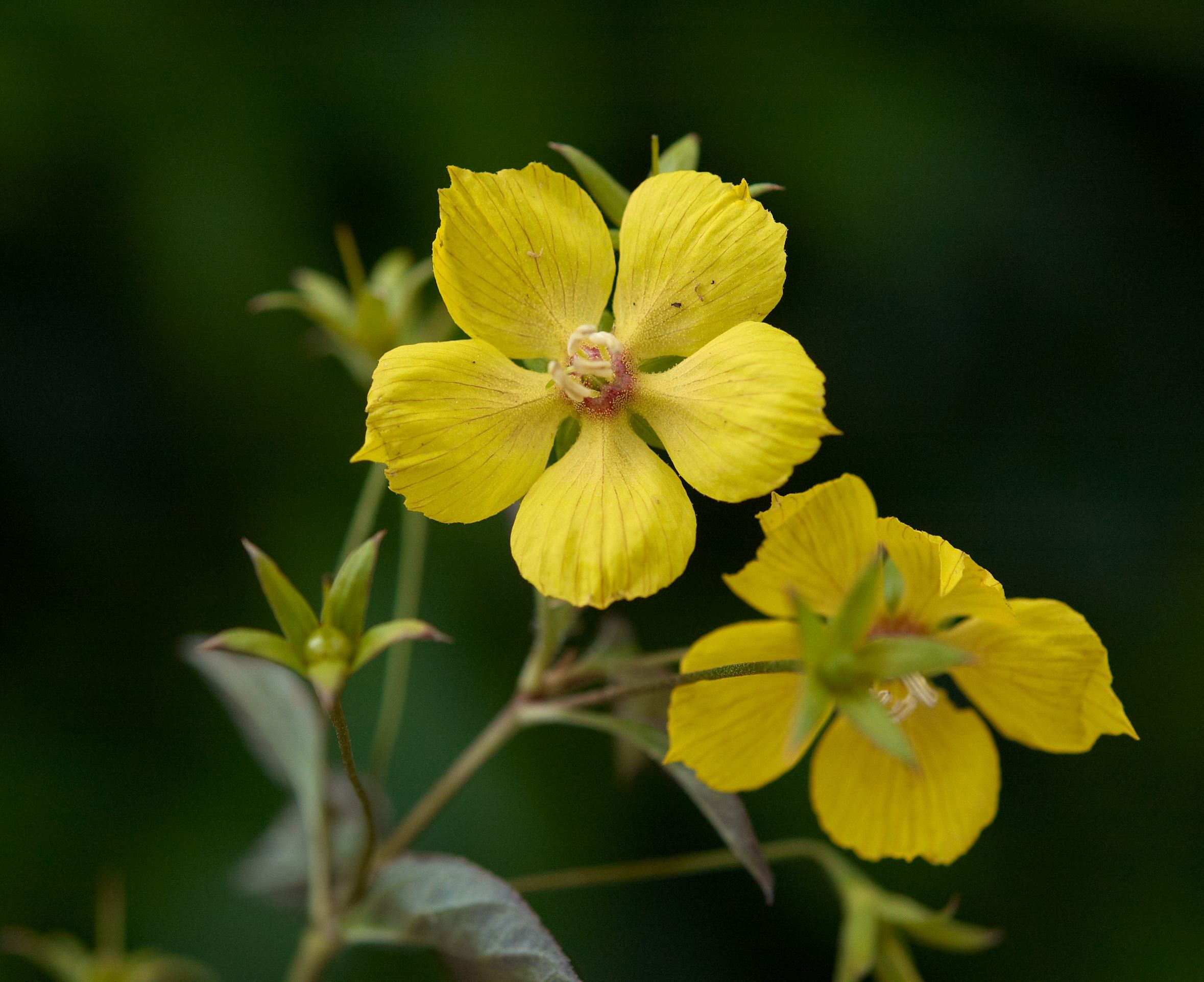
Bewimperter Gilbweiderich (Lysimachia ciliata)

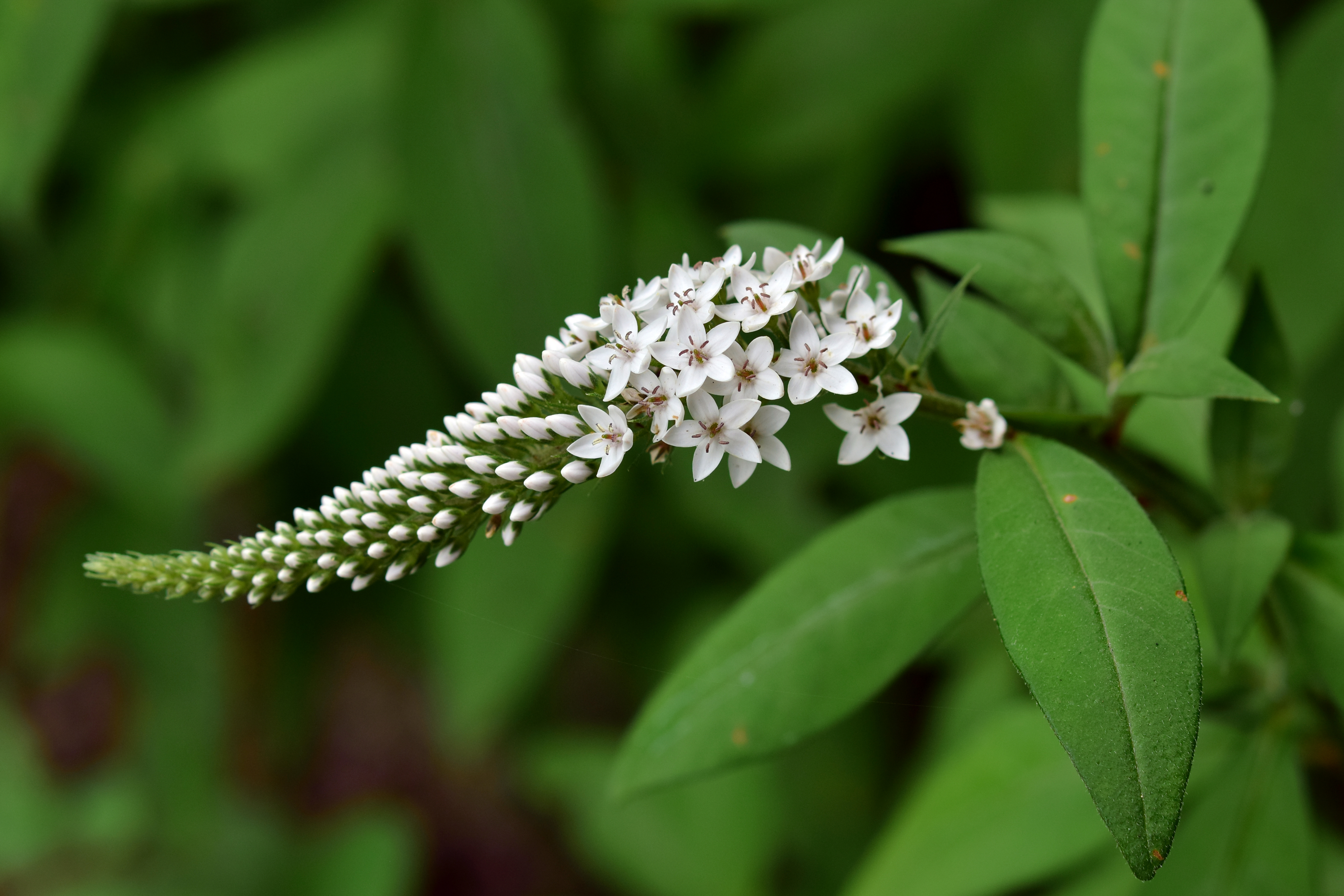
Schnee-Gilbweiderich (Lysimachia clethroides)

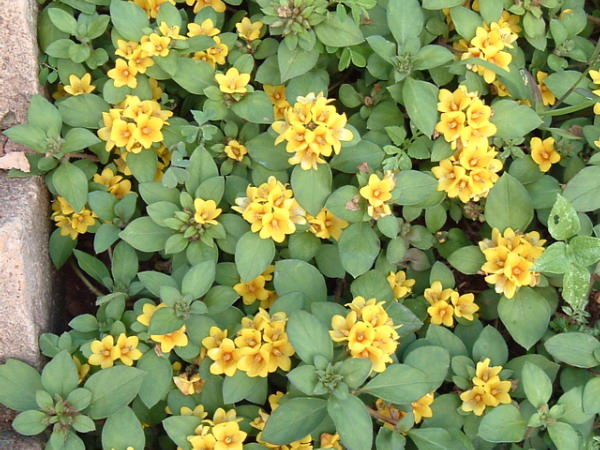
Gedrängtblütiger Gilbweiderich (Lysimachia congestiflora)

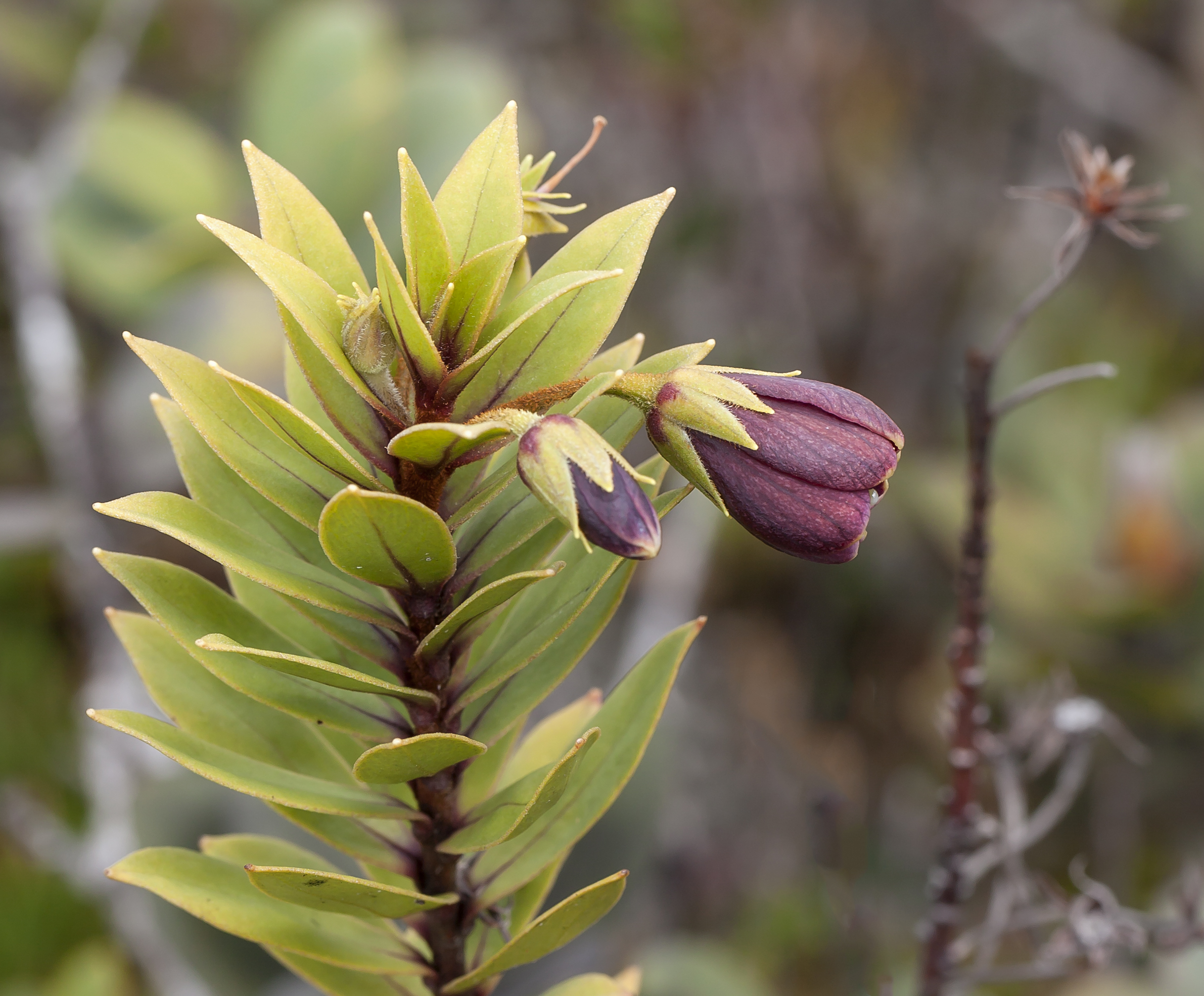
Lysimachia daphnoides

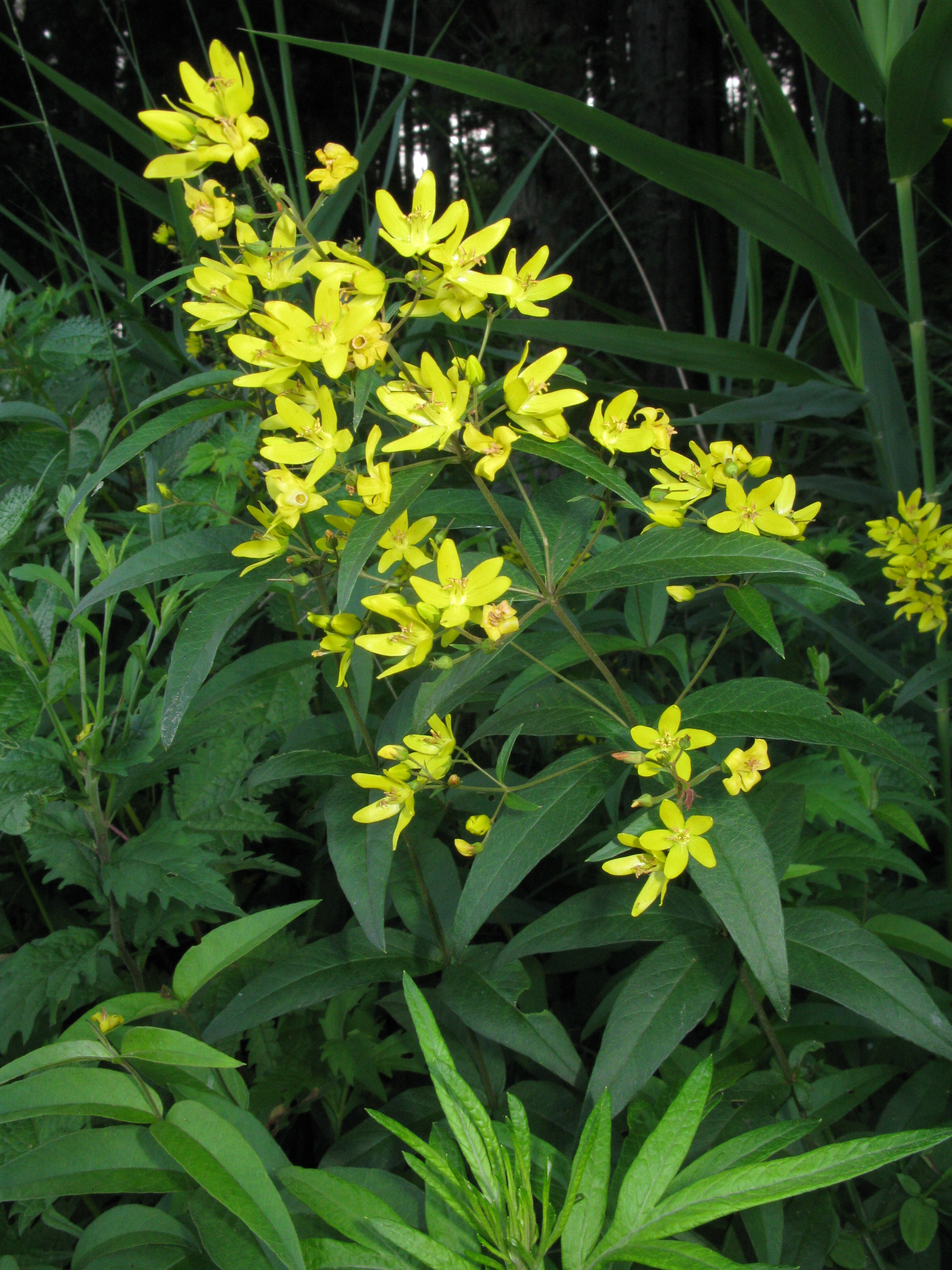
Lysimachia davurica

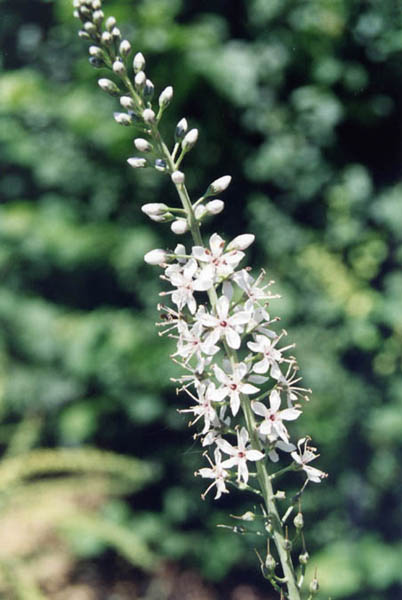
Iberischer Gilbweiderich (Lysimachia ephemerum)

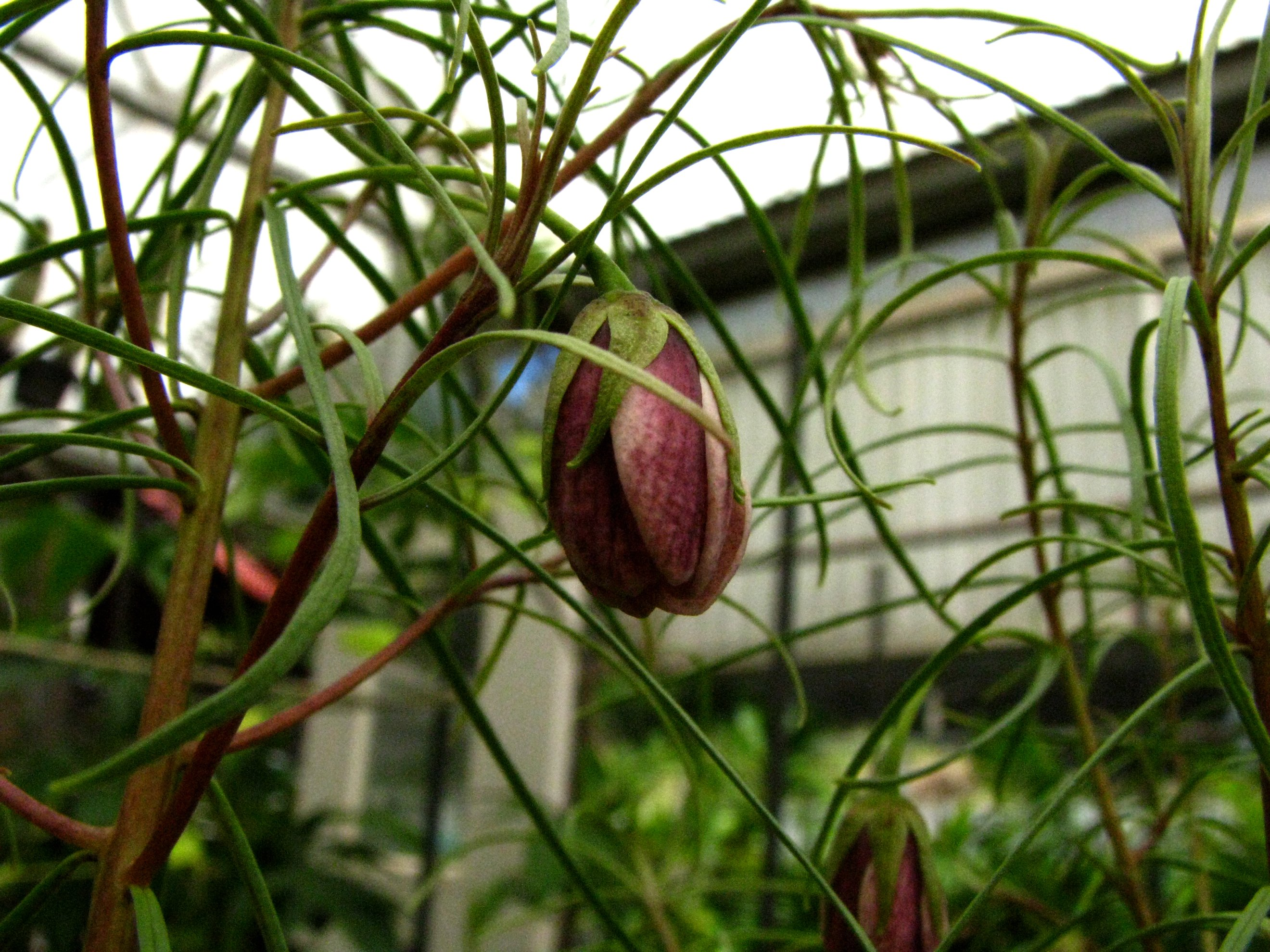
Lysimachia filifolia

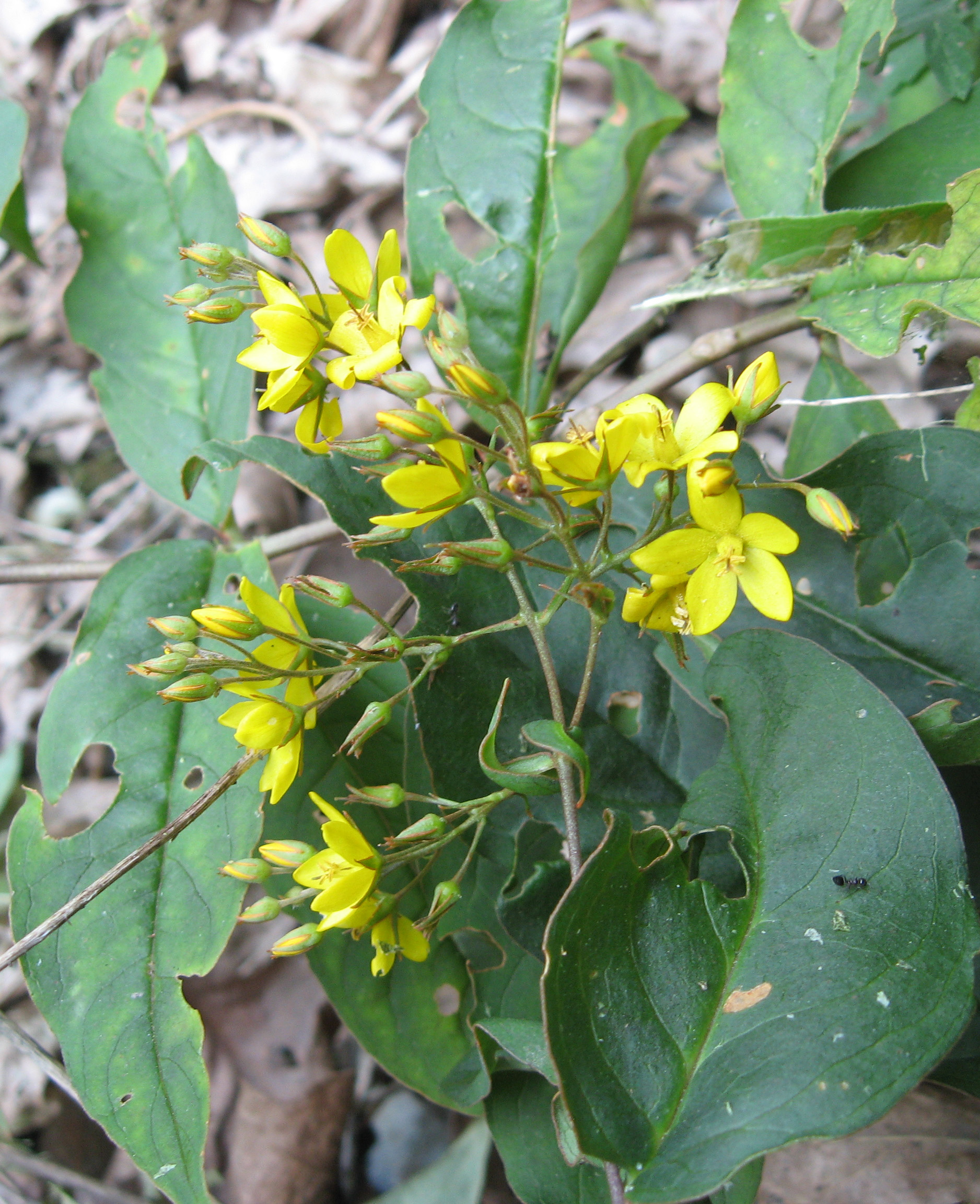
Blütenstand von Lysimachia fraseri

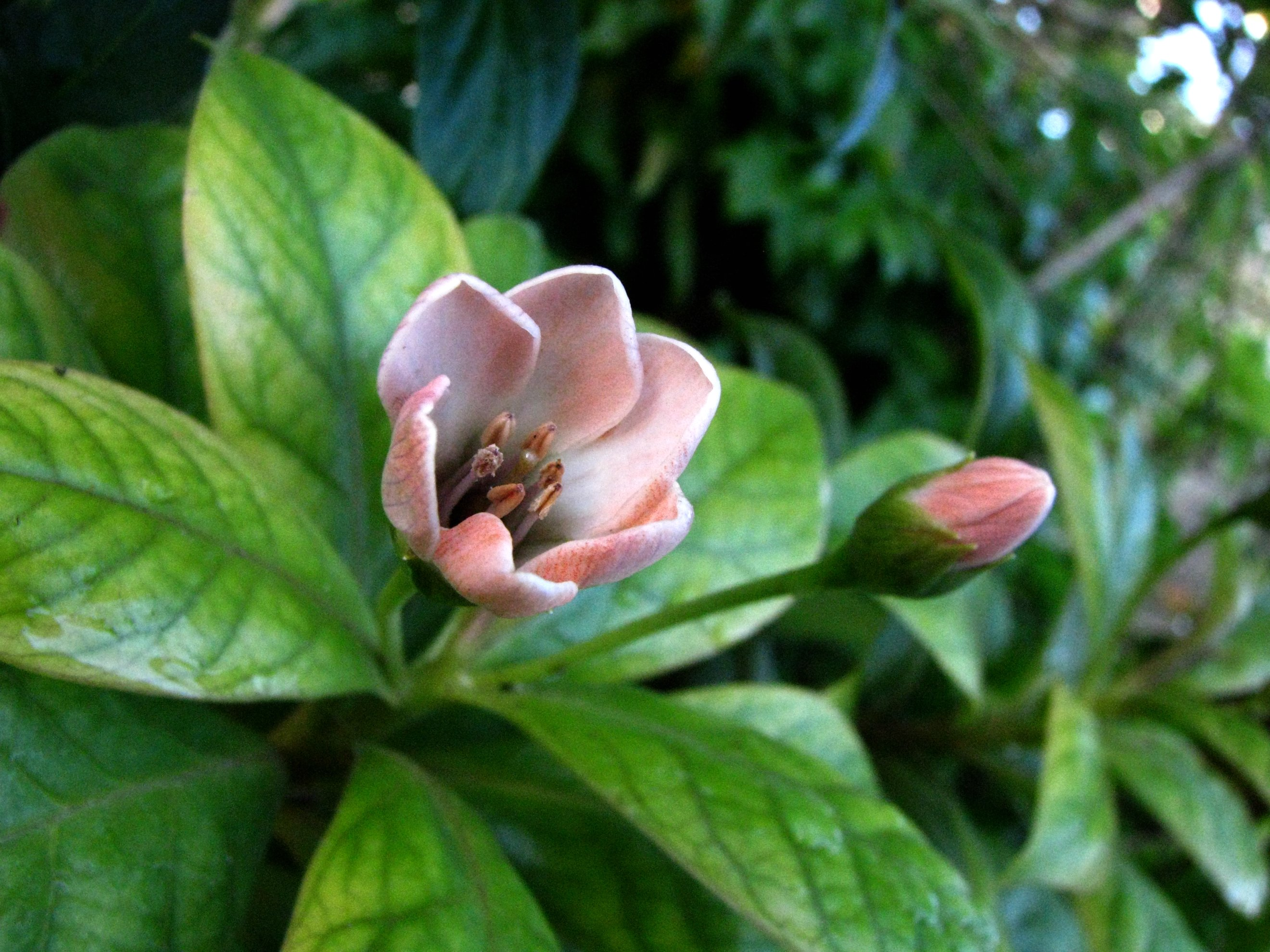
Blütenknospe und Blüte von Lysimachia glutinosa

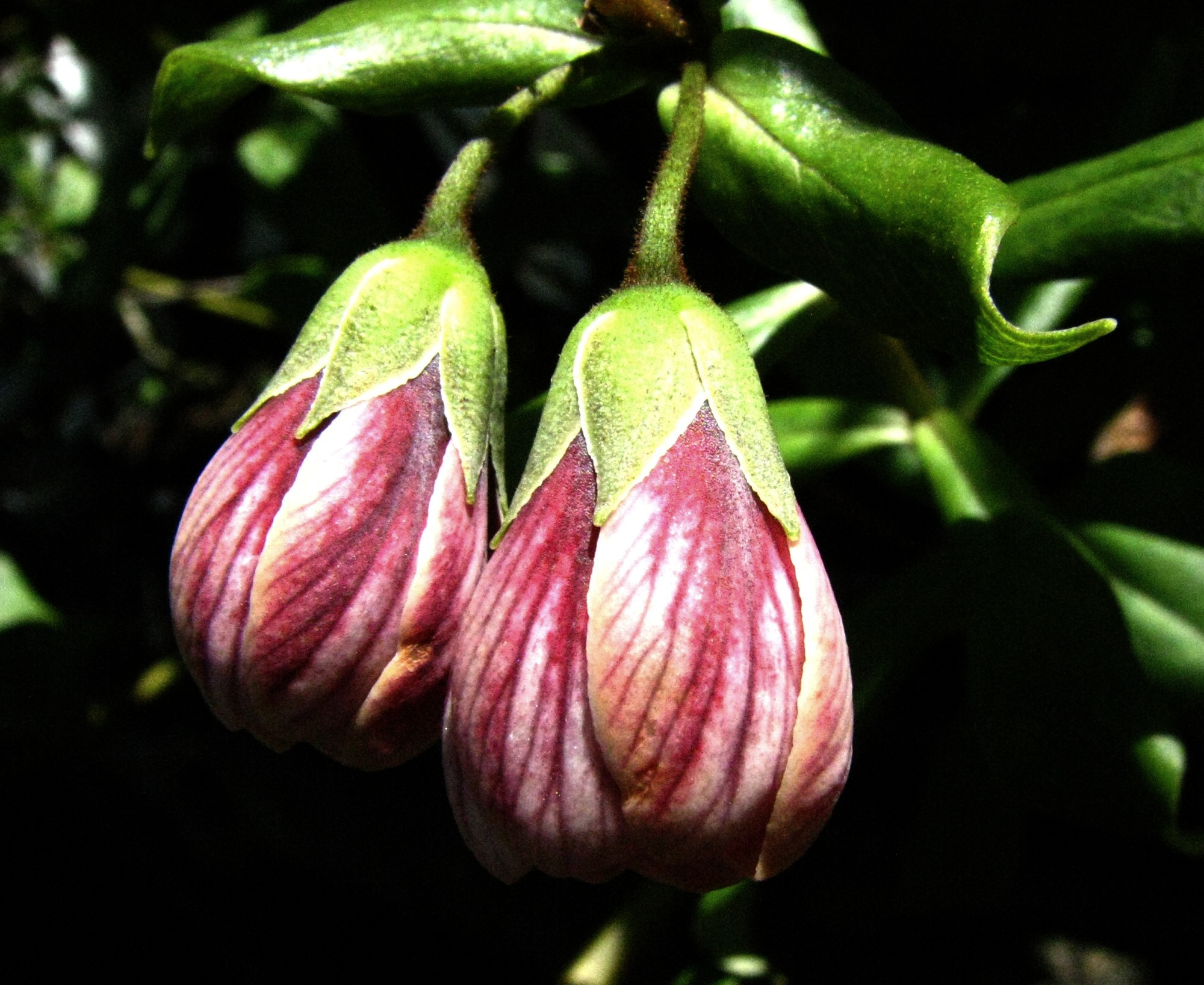
Blüten von Lysimachia hillebrandii

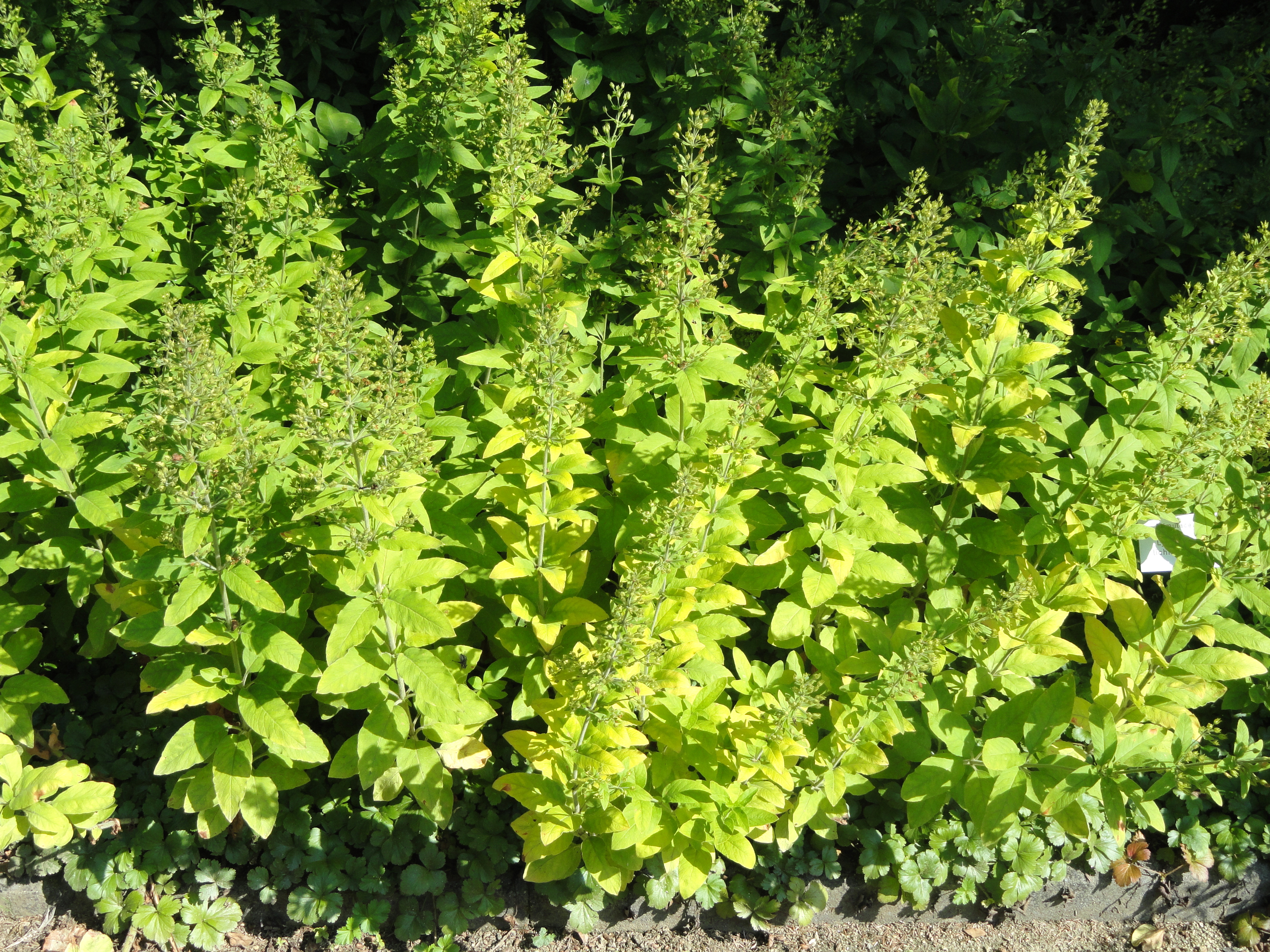
Lysimachia lichiangensis

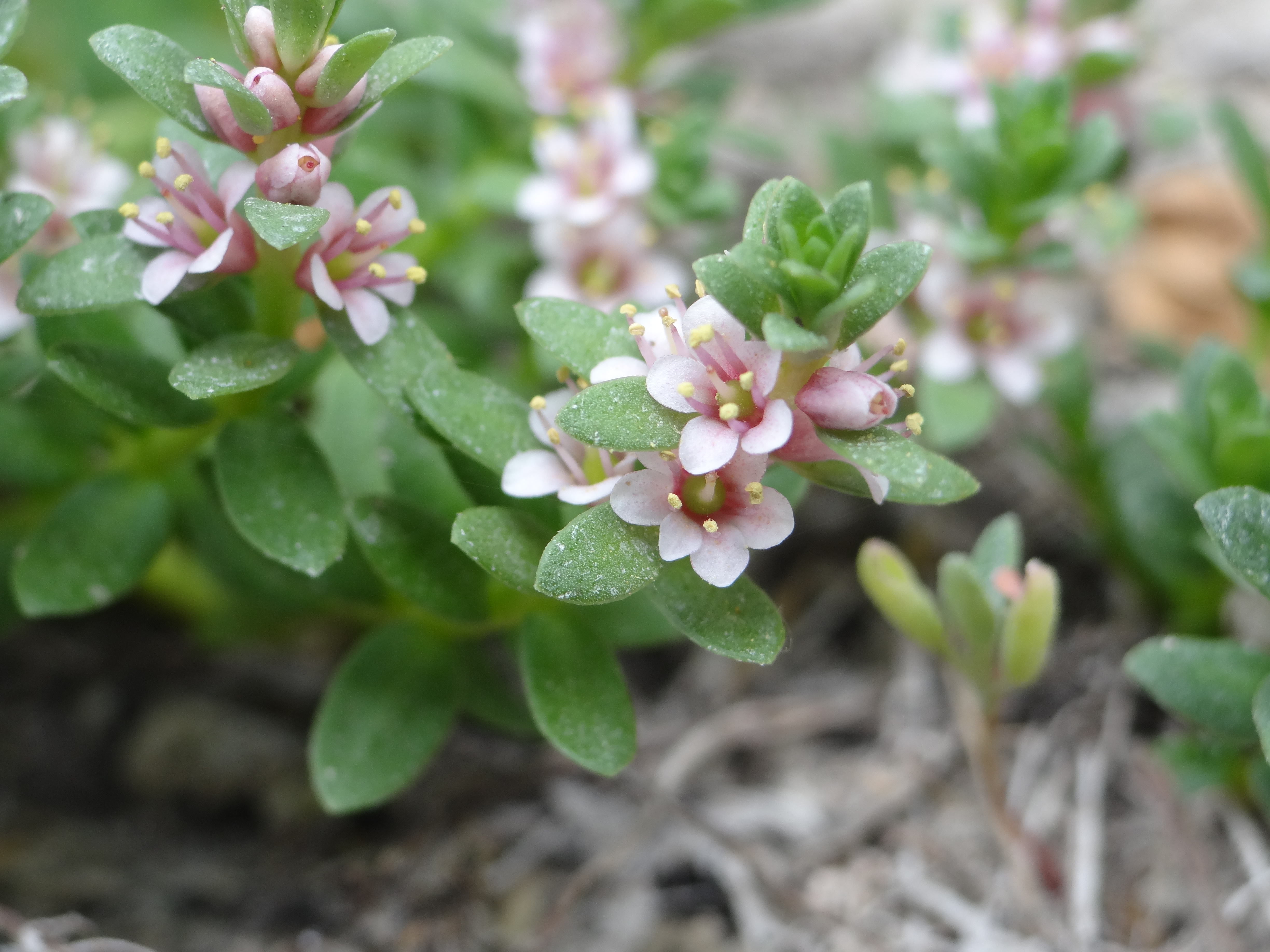
Strand-Milchkraut (Lysimachia maritima)

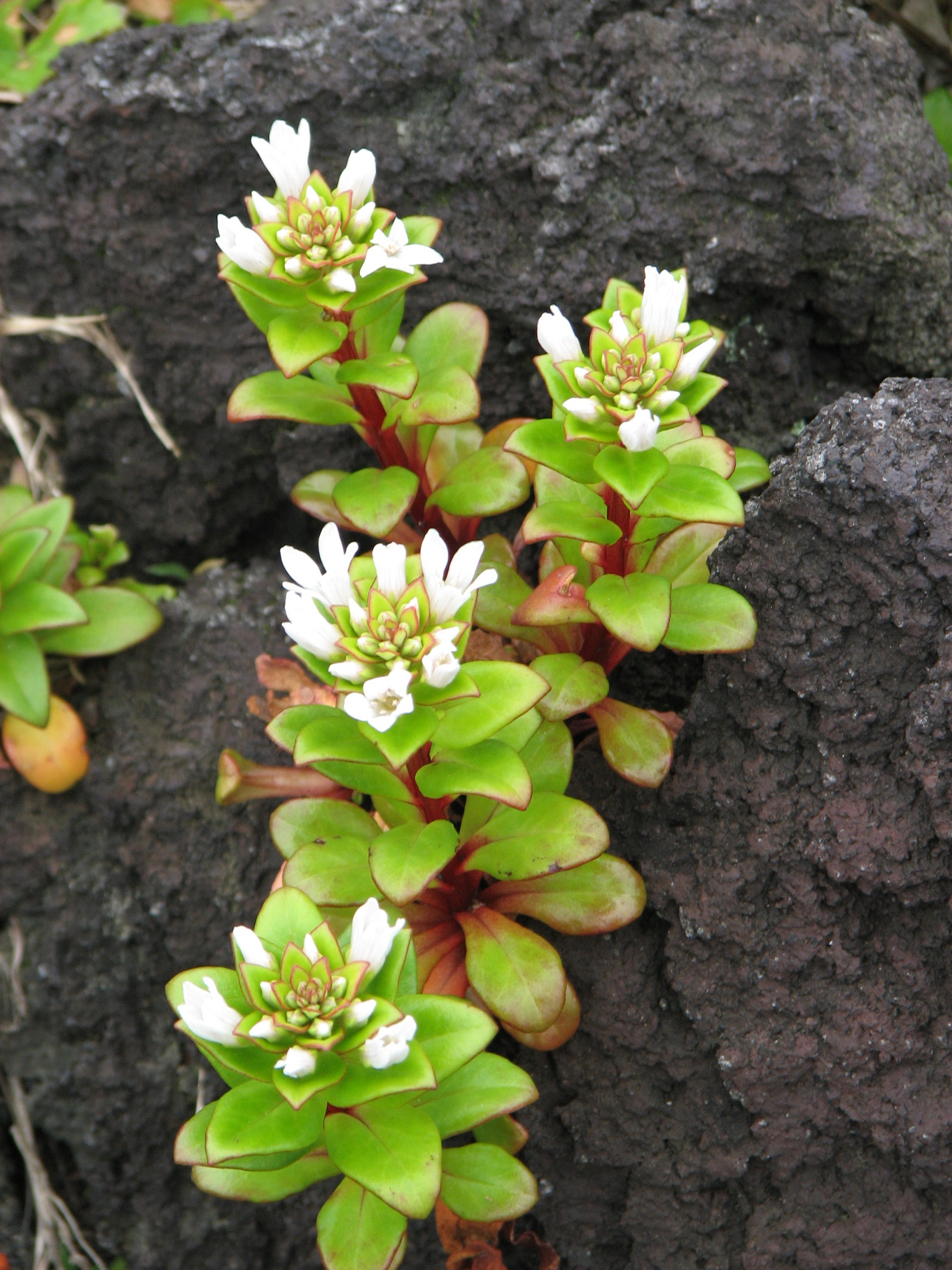
Lysimachia mauritiana

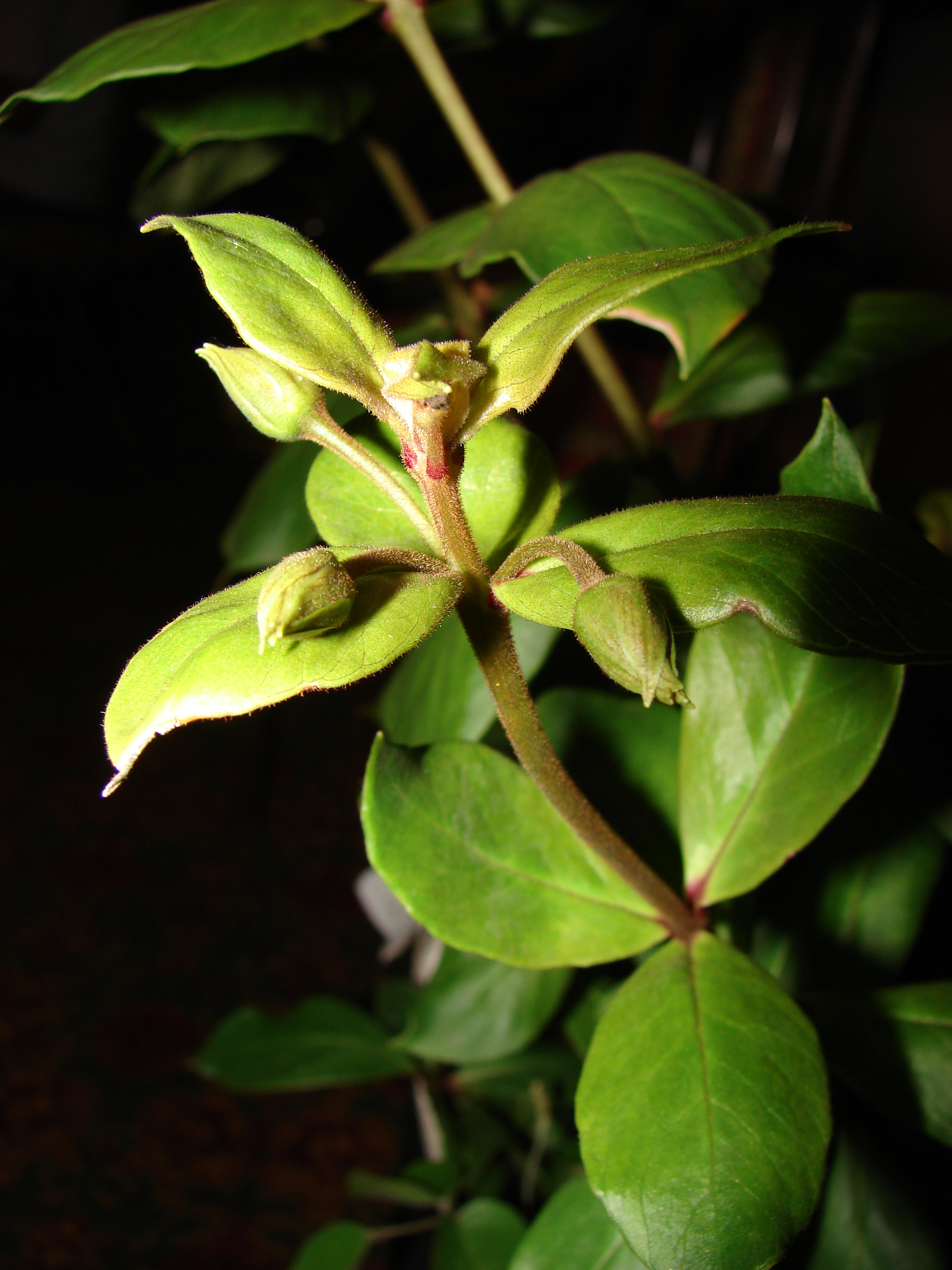
Lysimachia maxima

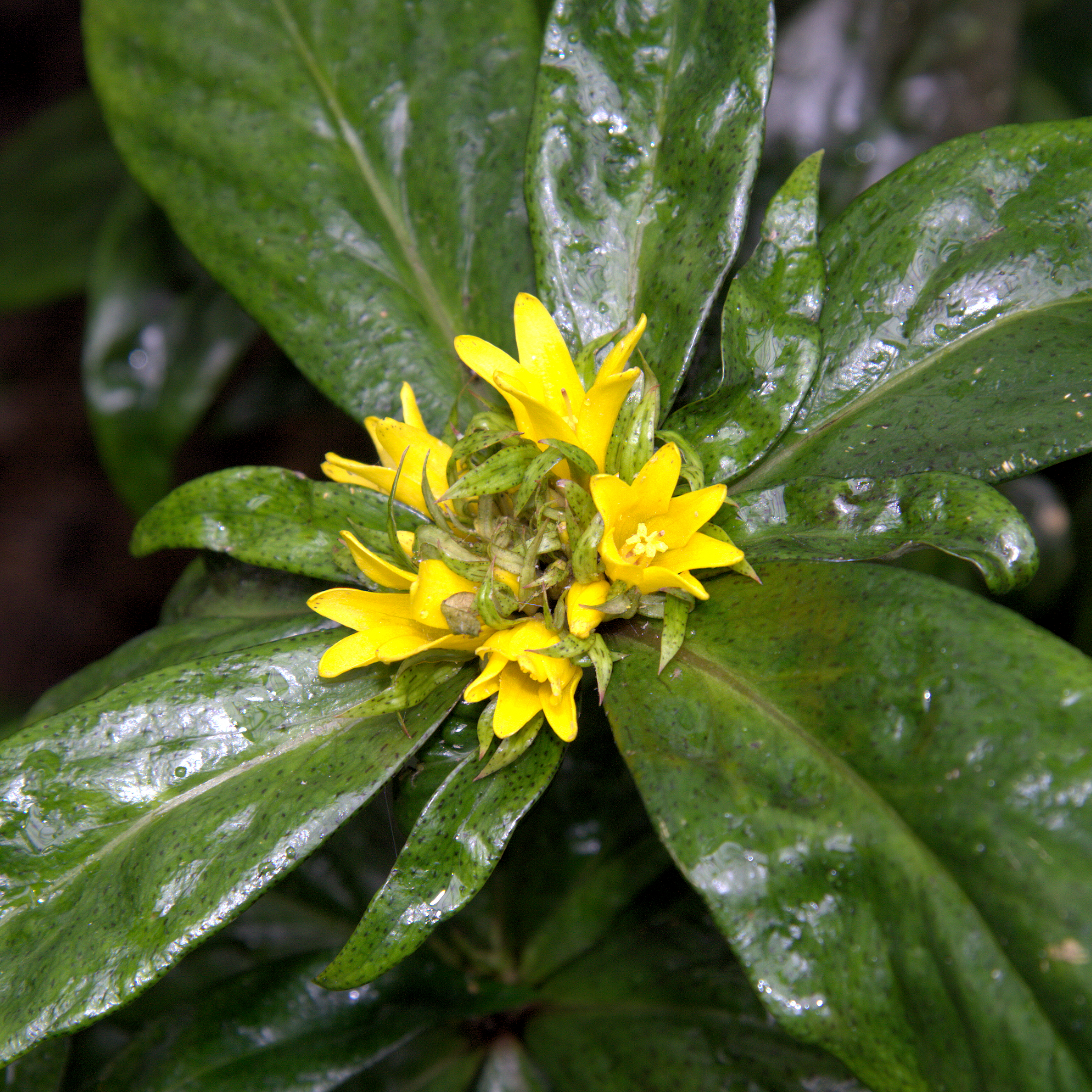
Lysimachia paridiformis

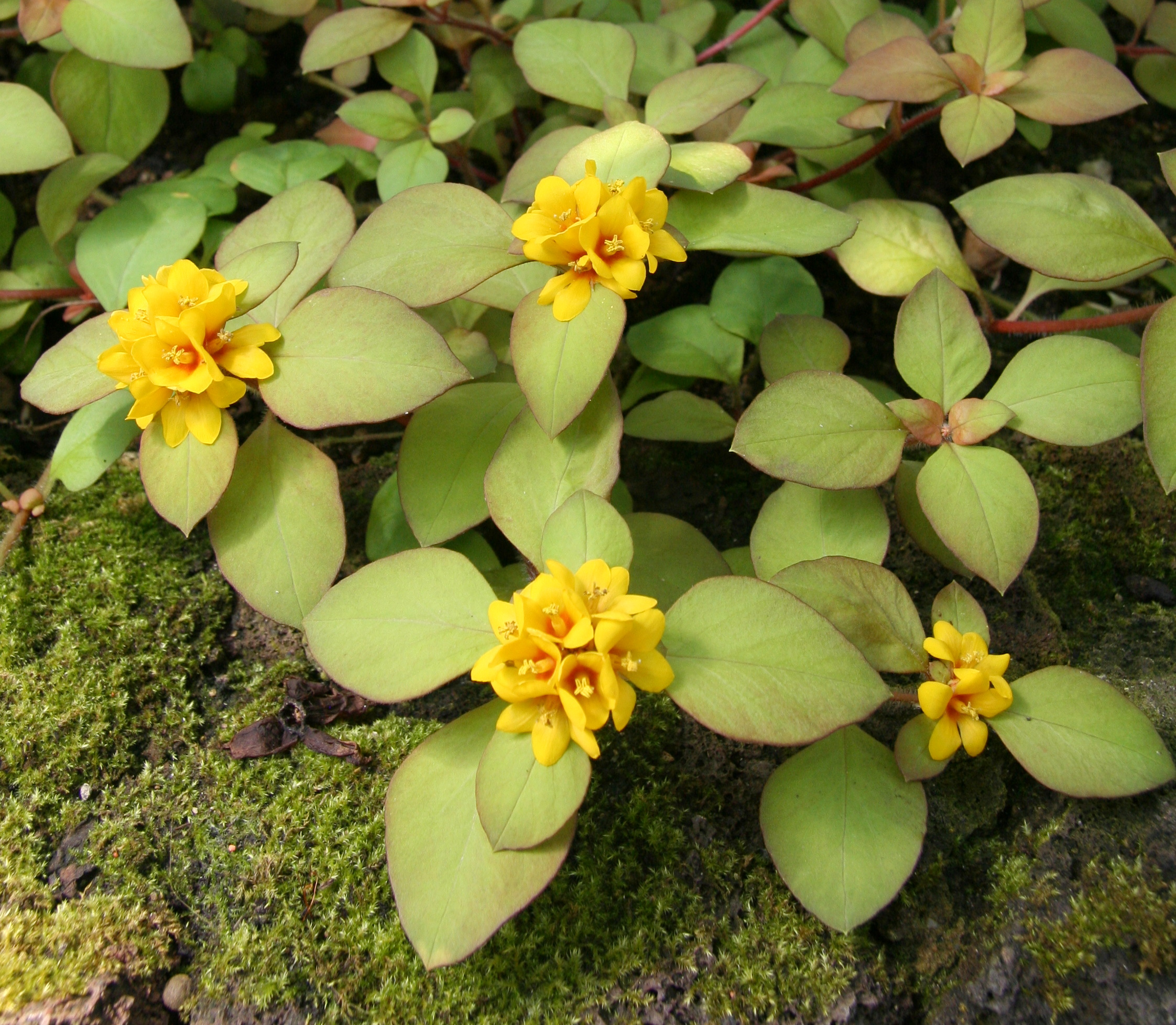
Lysimachia phyllocephala

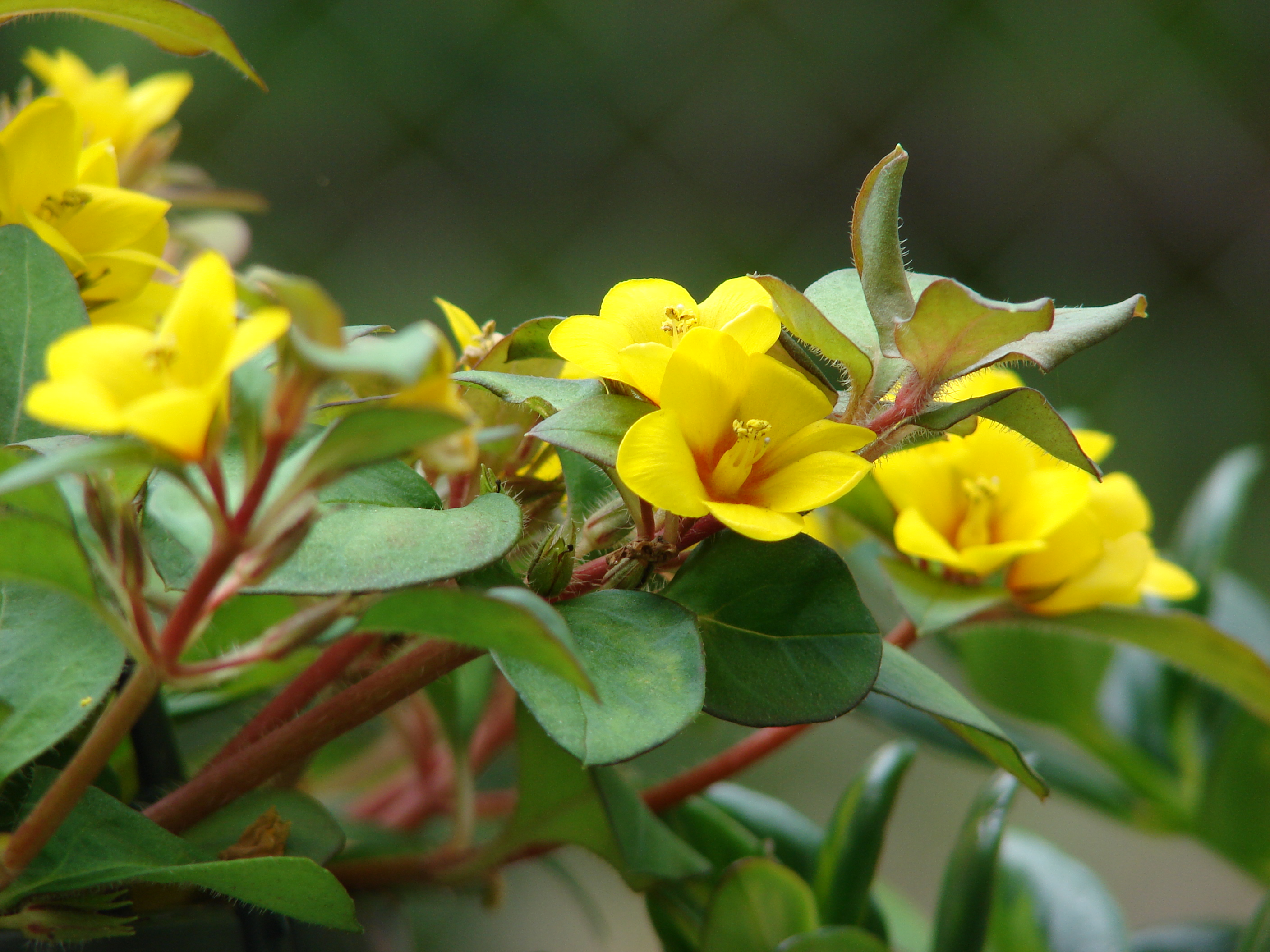
Lysimachia procumbens

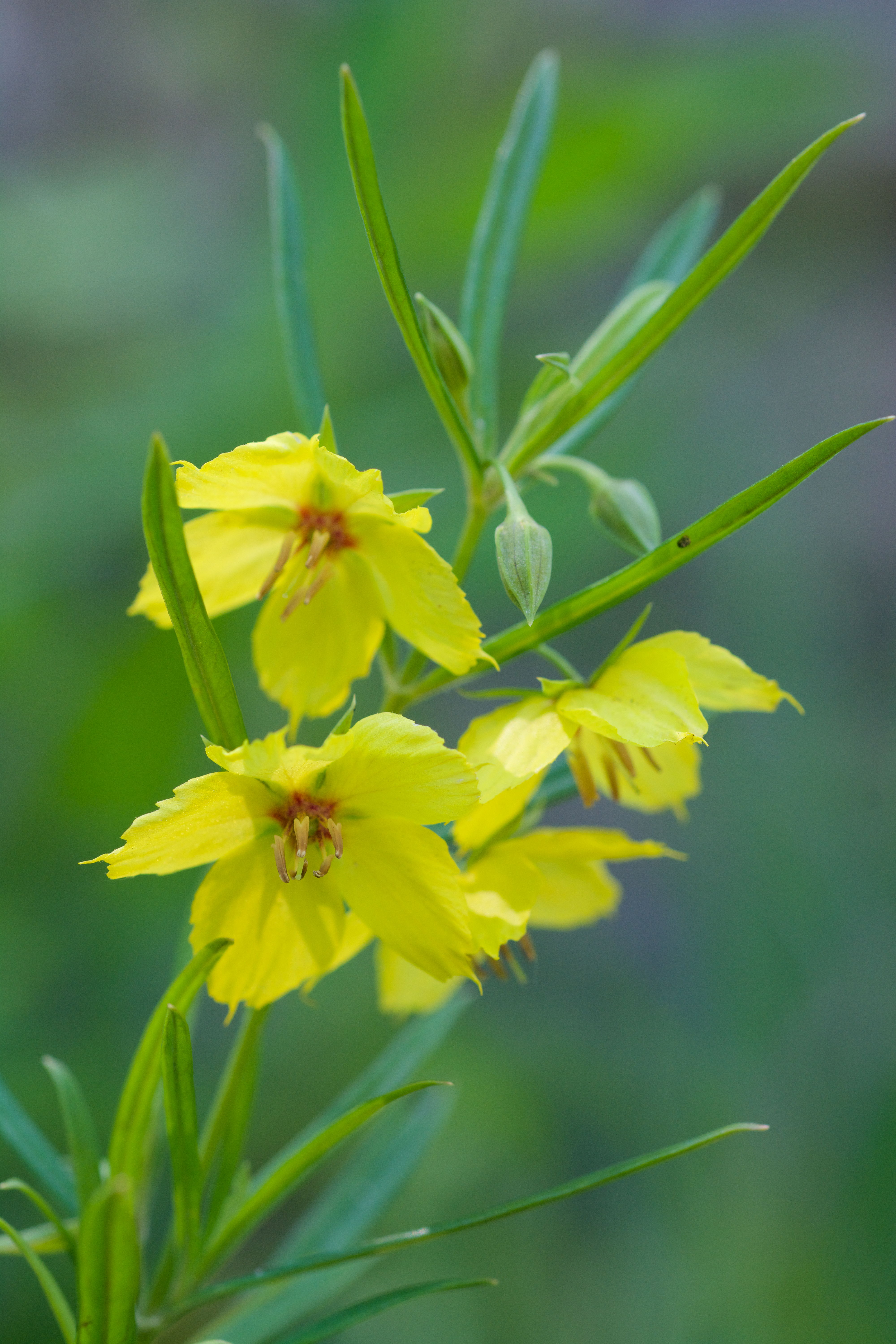
Lysimachia quadriflora

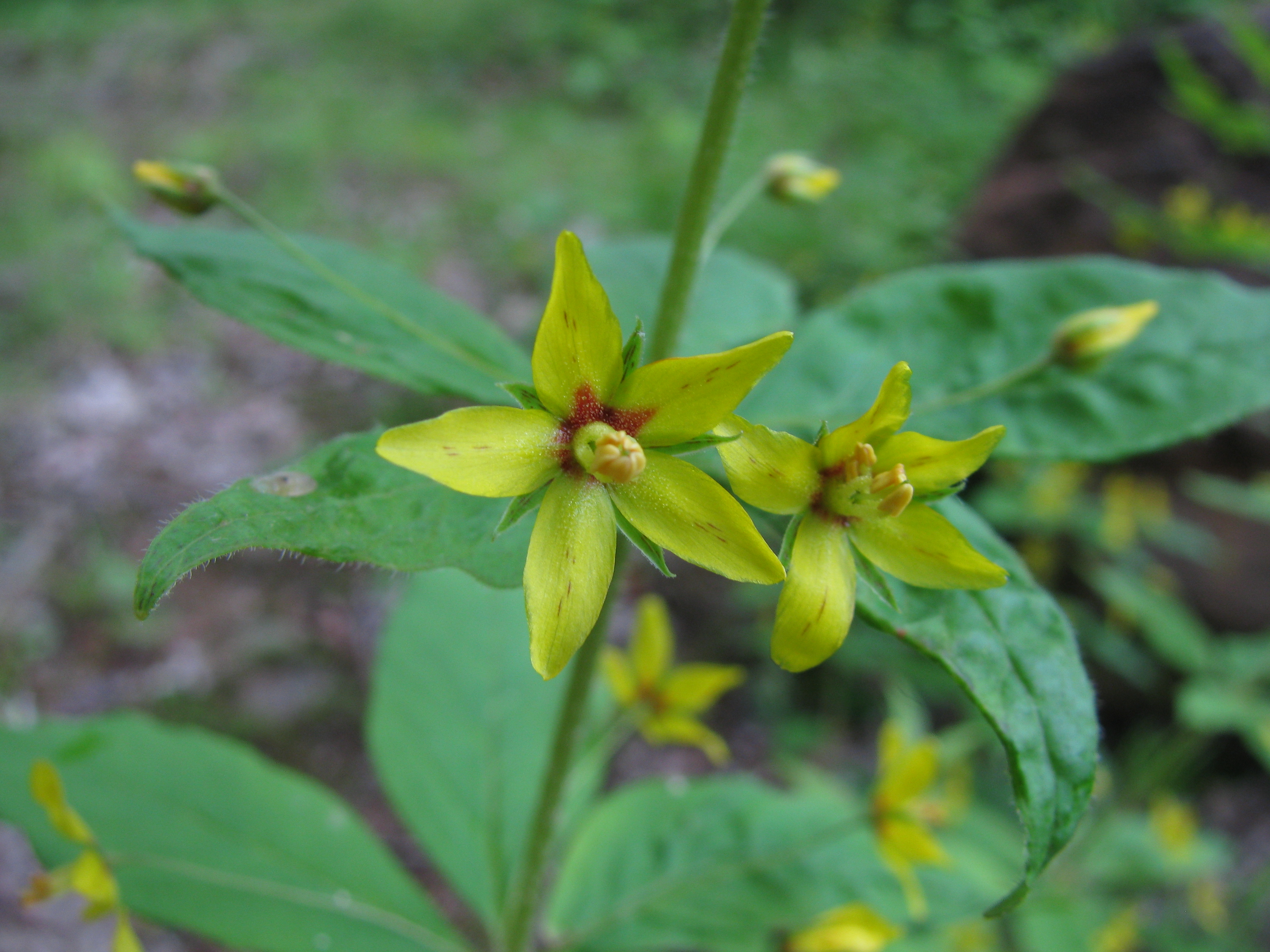
Lysimachia quadrifolia

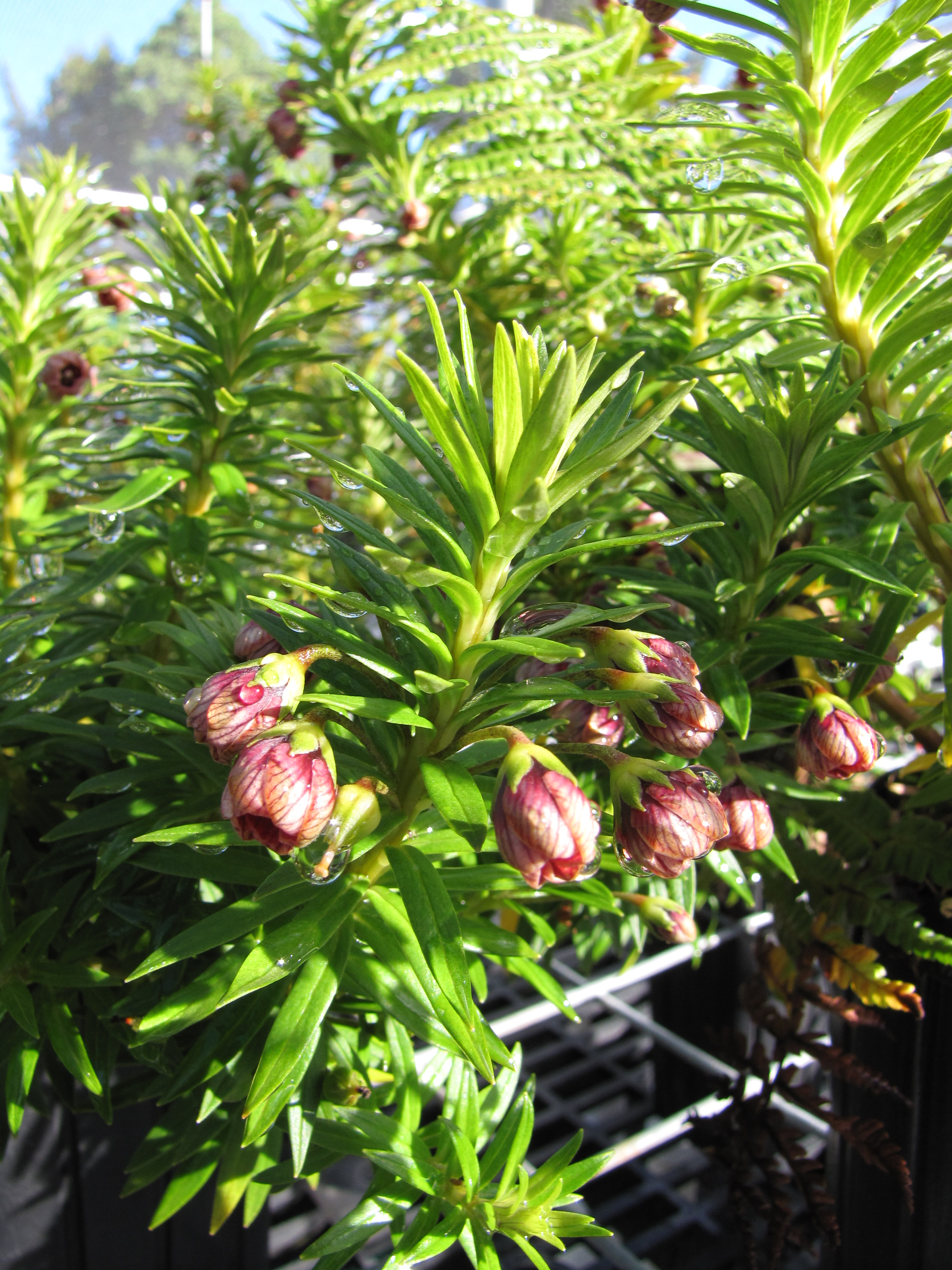
Lysimachia remyi

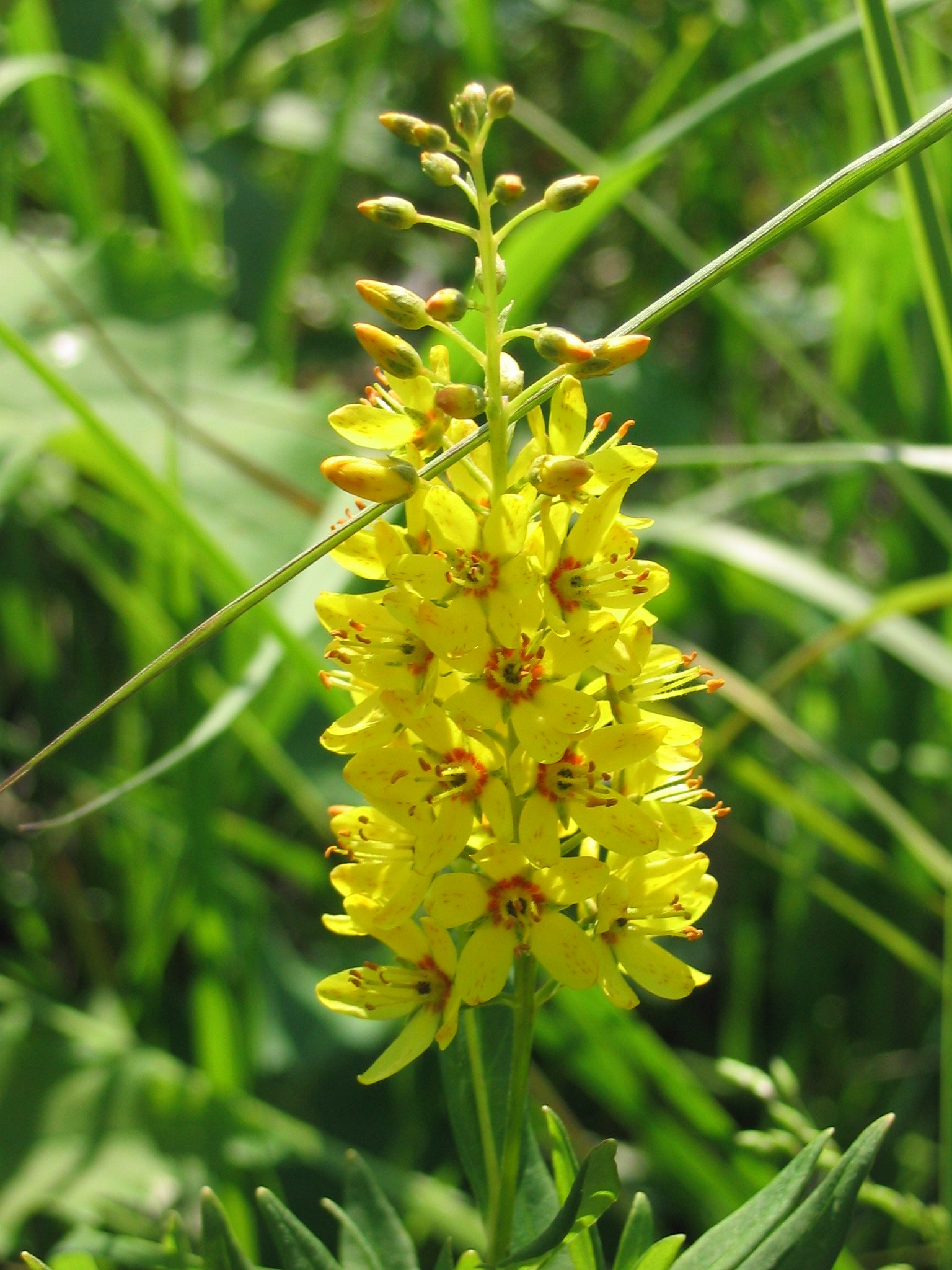
Lysimachia terrestris

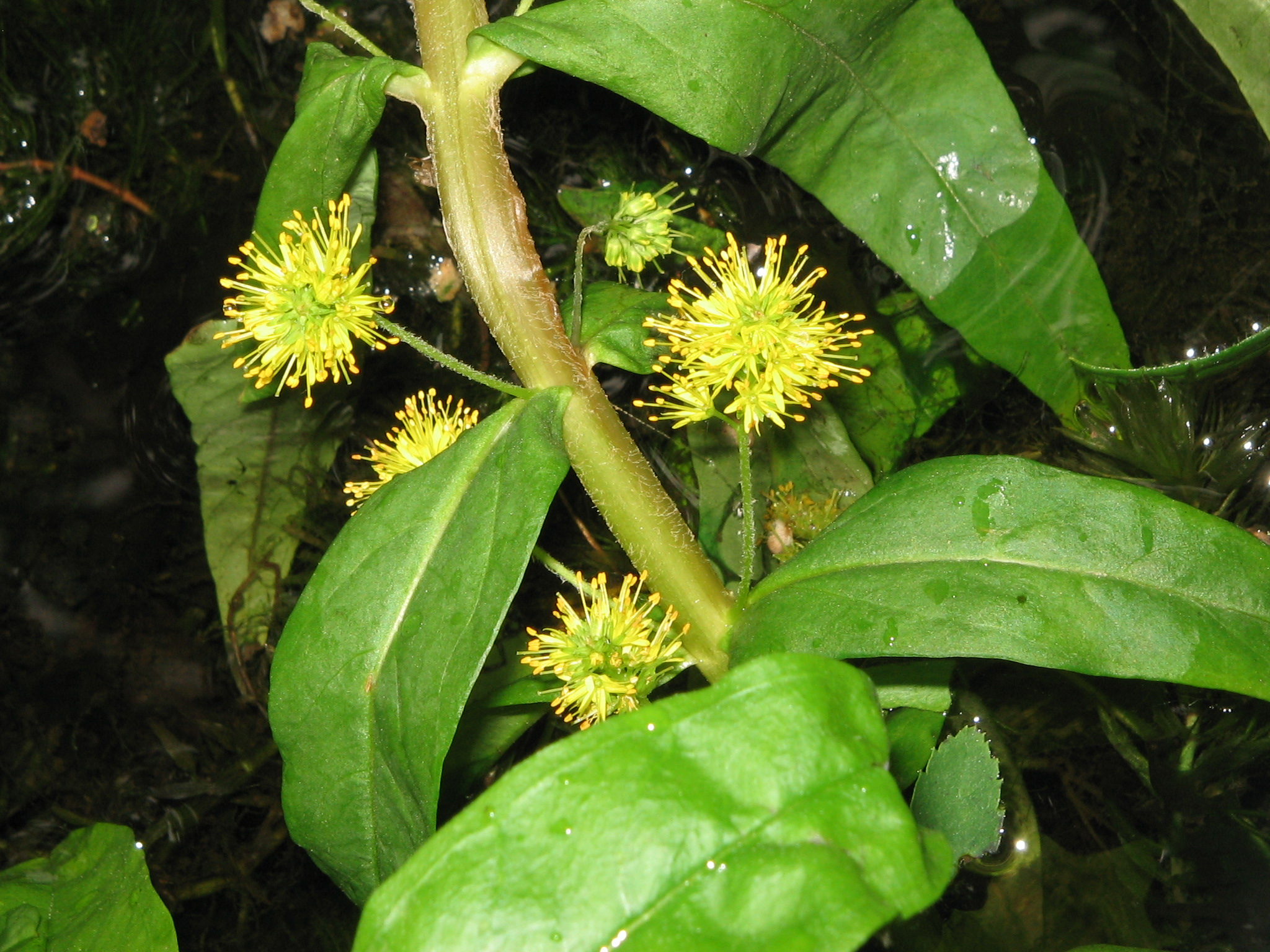
Straußblütiger Gilbweiderich (Lysimachia thyrsiflora)

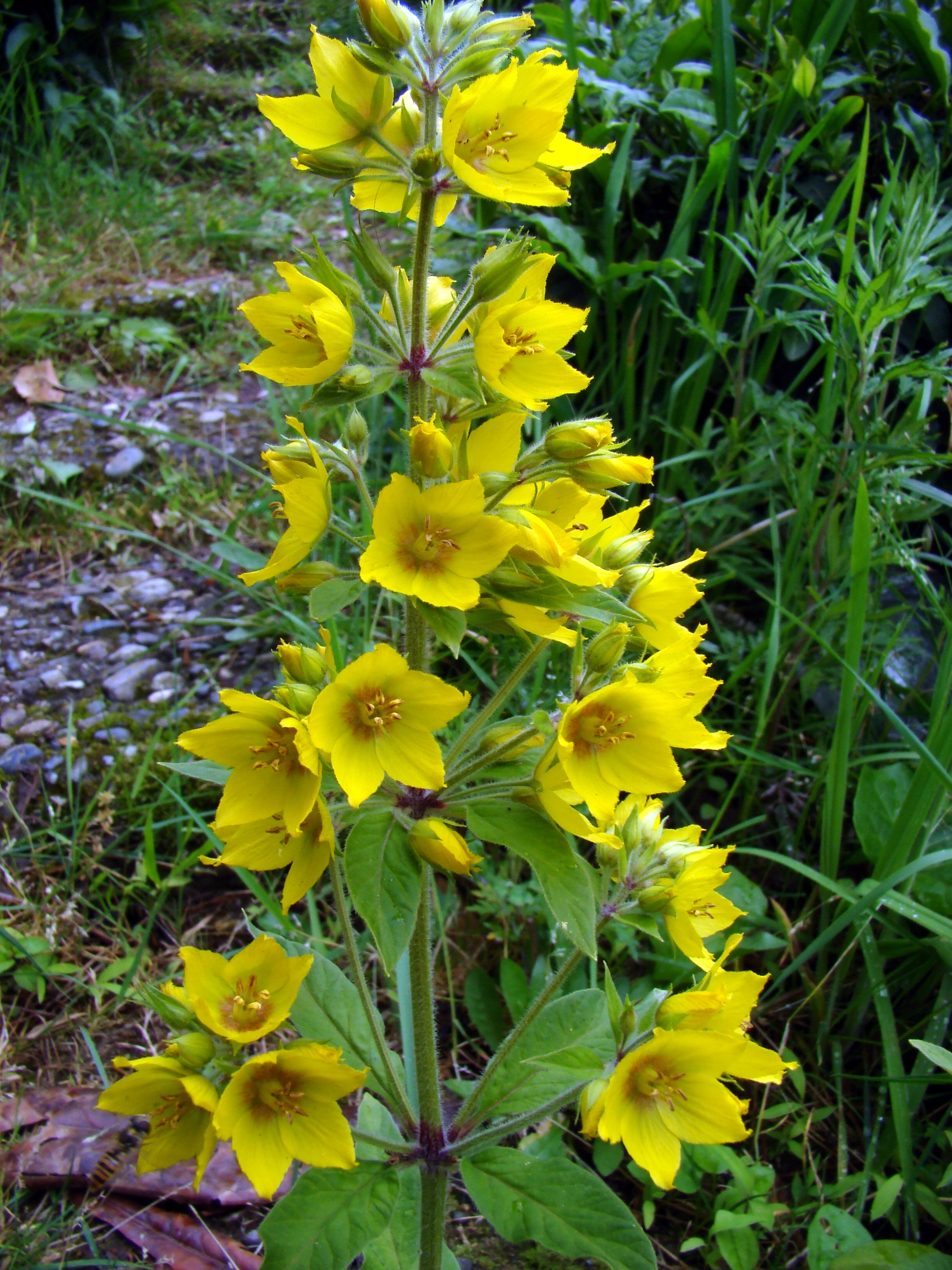
Lysimachia verticillaris

### Arten und ihre Verbreitung
Das Hauptverbreitungsgebiet der Gattung Lysimachia liegt in gemäßigten bis subtropischen Gebieten der Nordhalbkugel. Einige Arten der Gattung Lysimachia s. l. kommen in Afrika, Madagaskar, Australien und Südamerika vor. Die größte Artenvielfalt erreicht die Gattung Lysimachia in Ostasien. In China gibt es 138 Arten in der Gattung Lysimachia s. str. In Mitteleuropa kommen Hain-Gilbweiderich (Lysimachia nemorum), Pfennigkraut (Lysimachia nummularia), Punktierter Gilbweiderich (Lysimachia punctata), Straußblütiger Gilbweiderich (Lysimachia thyrsiflora), Gewöhnlicher Gilbweiderich (Lysimachia vulgaris) in der Gattung Lysimachia s. str. vor.
Es gibt 150 bis 180 Arten in der Gattung Lysimachia s. str. Hier eine Auswahl:
- Lysimachia adoensis (Kunze) Klatt
- Lysimachia albescens Franch.: Sie kommt in Yunnan vor.[1]
- Lysimachia alfredii Hance: Sie kommt in China vor.[1]
- Lysimachia alpestris Champ. ex Benth.: Sie kommt in China vor.[1]
- Lysimachia andina Sandwith: Sie kommt in Peru sowie Ecuador vor.
- Lysimachia ardisioides Masam.: Sie kommt in Taiwan und auf den Philippinen vor.[1]
- Lysimachia aspera Hand.-Mazz.: Sie kommt in Guangxi vor.[1]
- Lysimachia asperulifolia Poir.: Sie gedeiht in Höhenlagen von 0 bis 300 Metern nur in den US-Bundesstaaten North Carolina sowie South Carolina.[8]
- Purpurblütiger Gilbweiderich (Lysimachia atropurpurea L.): Er kommt auf der Balkanhalbinsel, auf Inseln in der Ägäis und in der Türkei vor.[7]
- Lysimachia auriculata Hemsl.: Sie kommt in China vor.[1]
- Lysimachia azorica Hook. (Syn.: Lysimachia nemorum subsp. azorica (Hook.) Palhinha): Dieser Endemit kommt nur auf den Azoren vor.[7]
- Lysimachia baoxingensis (F.H.Chen & C.M.Hu) C.M.Hu: Sie kommt in Sichuan vor.[1]
- Schwerähriger Gilbweiderich (Lysimachia barystachys Bunge): Er ist im östlichen Russland, Japan, Korea und China verbreitet.[1]
- Lysimachia biflora C.Y.Wu: Sie kommt in China vor.[1]
- Lysimachia brachyandra F.H.Chen & C.M.Hu: Sie kommt in China vor.[1]
- Lysimachia breviflora C.M.Hu: Sie kommt in Yunnan vor.[1]
- Lysimachia brittenii R.Knuth: Sie kommt in China vor.[1]
- Lysimachia candida Lindl.: Sie kommt in Myanmar, Vietnam, Japan und in China vor.[1]
- Lysimachia capillipes Hemsl.: Sie kommt auf den Philippinen und in China vor.[1]
- Lysimachia carinata Y.I.Fang & C.Z.Cheng: Sie kommt in China vor.[1]
- Lysimachia cauliflora C.Y.Wu: Sie kommt in Yunnan vor.[1]
- Lysimachia chapaensis Merr.: Sie kommt in Vietnam und in Yunnan vor.[1]
- Lysimachia chekiangensis C.C.Wu: Sie kommt in Zhejiang vor.[1]
- Lysimachia chenopodioides Watt ex Hook. f.: Sie kommt in China, Myanmar, Indien, Bhutan und Nepal vor.[6]
- Lysimachia chikungensis L.H.Bailey: Sie kommt in China vor.[1]
- Lysimachia chingshuiensis C.I.Peng & C.M.Hu: Sie kommt in Taiwan vor.[1]
- Lysimachia christinae Hance: Sie kommt in den chinesischen Provinzen Anhui, Fujian, Guangdong, Guangxi, Guizhou, Henan, Hubei, Hunan, Jiangsu, Jiangxi, Shaanxi, Sichuan, Yunnan und Zhejiang vor.[6]
- Lysimachia chungdienensis C.Y.Wu: Sie kommt in Sichuan und Yunnan in Höhenlagen zwischen 2000 und 3200 Metern vor.[1]
- Bewimperter Gilbweiderich (Lysimachia ciliata L.): Er ist in Höhenlagen von 0 bis 1100 Metern in Nordamerika von Alaska und Kanada bis zu den Vereinigten Staaten weitverbreitet.[8]
- Lysimachia circaeoides Hemsl.: Sie kommt in China vor.[1]
- Schnee-Gilbweiderich (Lysimachia clethroides Duby): Er ist in Ostasien (Russland, Korea, Japan, Taiwan) und in China verbreitet.[1] Sie ist in den USA und in Nordwesteuropa ein Neophyt.[7][8]
- Gedrängtblütiger Gilbweiderich (Lysimachia congestiflora Hemsl.): Er ist in Asien (Indien, Nepal, Sikkim, Bhutan, Myanmar, Thailand, Vietnam, Taiwan und China) verbreitet.[1]
- Lysimachia cordifolia Hand.-Mazz.: Sie gedeiht in Höhenlagen von 2000 bis 3000 Metern nur im nordwestlichen Yunnan.[1]
- Lysimachia cousiniana Coss.: Sie kommt in Algerien und in Tunesien vor.[7]
- Lysimachia crassifolia C.Z.Gao & D.Fang: Sie kommt in Guangxi vor.[1]
- Lysimachia crispidens (Hance) Hemsl.: Sie kommt in China vor.[1]
- Lysimachia crista-galli Pamp. ex Hand.-Mazz.: Sie kommt in China vor.[1]
- Lysimachia daphnoides (A.Gray) Hillebr.: Von diesem seltenen Endemiten sind nur noch drei Fundorte auf der Hawaiianischen Insel Kauaʻi bekannt.
- Lysimachia davurica Ledeb. (Syn.: Lysimachia vulgaris var. davurica (Ledeb.) R. Knuth): Sie kommt in China, Japan, Korea, in der Mongolei, in Sibirien und in Russlands Fernem Osten vor.[6]
- Lysimachia debilis Wall.: Sie kommt in Indien, Myanmar, Nepal, Pakistan, Thailand und in Tibet vor.[1]
- Lysimachia decurrens G.Forst.: Sie kommt in Bhutan, Japan, Laos, Indien, Indonesien, auf den Philippinen, in Sikkim, Thailand, Vietnam, Taiwan, China und auf Inseln im Pazifik vor.[1]
- Lysimachia delavayi Franch.: Sie gedeiht in Höhenlagen von 2100 bis 2900 Metern nur im nördlichen Yunnan.[1]
- Lysimachia deltoidea Wight: Sie kommt in zwei Varietäten in Indien, Sri Lanka, Laos, Myanmar, Thailand, Vietnam und in China vor.[1]
- Lysimachia dextrorsiflora X.P.Zhang, X.H.Guo & J.W.Shao: Sie kommt in Anhui und Fujian vor.[1]
- Lysimachia drynarifolia Franch.: Sie kommt in Höhenlagen von 1400 bis 3500 Metern in Sichuan sowie Yunnan vor.[1]
- Lysimachia dubia Aiton: Sie kommt in Südosteuropa und in Vorderasien vor.[7]
- Lysimachia dushanensis F.H.Chen & C.M.Hu: Sie kommt im nördlichen Guangxi und im südlichen Guizhou vor.[1]
- Lysimachia engleri R.Knuth: Sie kommt in zwei Varietäten im südwestlichen Sichuan und in Yunnan in Höhenlagen von 2200 bis 2400 Metern vor.[1]
- Iberischer Gilbweiderich (Lysimachia ephemerum L.): Er kommt in Marokko, Portugal, Spanien und Frankreich vor.[7]
- Lysimachia erosipetala F.H.Chen & C.M.Hu: Sie kommt im westlichen Sichuan in Höhenlagen von 1900 bis 2300 Metern vor.[1]
- Lysimachia esquirolii Bonati: Sie kommt im südlichen Guizhou vor.[1]
- Lysimachia evalvis Wall.: Sie kommt in Bhutan, Indien, Myanmar, Nepal, Sikkim und im südöstlichen Tibet vor.[1]
- Lysimachia excisa Hand.-Mazz.: Sie kommt im südwestlichen Sichuan und im nordwestlichen Yunnan in Höhenlagen von 2400 bis 3500 Metern vor.[1]
- Lysimachia filifolia C.N.Forbes & Lydgate: Es sind nur drei Fundorte auf den hawaiianischen Inseln Oʻahu sowie Kauaʻi bekannt.
- Lysimachia filipes C.Z.Gao & D.Fang: Sie kommt in Guangxi vor.[1]
- Lysimachia fistulosa Hand.-Mazz.: Sie kommt in zwei Varietäten im nördlichen Guangdong, in Guangxi, Guizhou, im westlichen Hubei, in Hunan, im südlichen Jiangxi, im östlichen Sichuan und im nordöstlichen Yunnan vor.[1]
- Lysimachia foenum-graecum Hance: Sie kommt im nördlichen Guangdong, in Guangxi, im südwestlichen Hunan und im südöstlichen Yunnan vor.[1]
- Lysimachia fooningensis C.Y.Wu: Sie kommt im nordwestlichen Guangxi, im südwestlichen Guizhou, im südöstlichen Yunnan und in Vietnam vor.[1]
- Lysimachia forbesii Rock (Syn.: Lysimachia koolauensis C.N.Forbes, Lysimachia longisepala C.N.Forbes, Lysimachiopsis forbesii (Rock) O.Deg. & I.Deg.): Sie kam auf der Hawaiianischen Insel Oʻahu nur in den Koʻolau Mountains vor und ist ausgestorben.
- Lysimachia fordiana Oliv.: Sie kommt in Guangdong, Guangxi und im südöstlichen Yunnan vor.[1]
- Fortune-Gilbweiderich (Lysimachia fortunei Maxim.): Er ist in Japan, Korea, Vietnam und in China verbreitet.[7][1]
- Lysimachia fraseri Duby: Sie kommt in die südöstlichen US-Bundesstaaten Alabama, Georgia, Illinois, Kentucky, North Carolina, South Carolina sowie Tennessee vor.
- Lysimachia fukienensis Hand.-Mazz.: Sie kommt im westlichen Fujian, im nordöstlichen Guangdong, im östlichen und im südlichen Jiangxi und im südlichen Zhejiang vor.[1]
- Lysimachia gesnerioides Y.M.Shui & M.D.Zhang: Sie kommt in Yunnan und in Vietnam vor.[1]
- Lysimachia glanduliflora Hanelt: Sie kommt im südlichen Henan, im nördlichen Hubei und im nordwestlichen Jiangxi vor.[1]
- Lysimachia glaucina Franch.: Sie kommt im nördlichen Yunnan in Höhenlagen von 2000 bis 2400 Metern vor.[1]
- Lysimachia glutinosa Rock: Sie kommt in Hawaii vor.
- Lysimachia graminea (Greene) Hand.-Mazz.: Sie kommt in Alabama vor.[8]
- Lysimachia grammica Hance: Sie kommt in Anhui, Henan, Hubei, Jiangsu, Jiangxi, im südlichen Shaanxi und in Zhejiang vor.[1]
- Lysimachia grandiflora (Franchet) Handel-Mazzetti: Sie wurde nur einmal in Wäldern im nordöstlichen Yunnan gefunden.[1]
- Lysimachia hemsleyana Maxim. ex Oliv.: Sie kommt in Anhui, Fujian, im südlichen Henan, in Hubei, Hunan, Jiangsu, Jiangxi, im südlichen Shaanxi, im östlichen Sichuan und in Zhejiang vor.[1]
- Lysimachia hemsleyi Franch.: Sie kommt im westlichen Guizhou, im südwestlichen Sichuan und im zentralen und nördlichen Yunnan in Höhenlagen von 1600 bis 2600 Metern vor.[1]
- Lysimachia henryi Hemsl.: Er gedeiht in zwei Varietäten in Höhenlagen von 300 bis 1600 Metern in den chinesischen Provinzen Hubei, Guizhou, Sichuan sowie Yunnan.[1]
- Lysimachia heterobotrys F.H.Chen & C.M.Hu: Sie kommt im südwestlichen Guangxi vor.[1]
- Lysimachia heterogenea Klatt: Sie kommt in Anhui, Fujian, Guangdong, Henan, Hubei, Hunan, Jiangsu, Jiangxi und Zhejiang vor.[1]
- Lysimachia hillebrandii Hook. f.: Sie kommt in Hawaii vor.
- Lysimachia huchimingii G.Hao & H.F.Yan: Sie wurde 2012 aus Sichuan erstbeschrieben.[1]
- Lysimachia huitsunae S.S.Chien: Sie kommt in Anhui, Guangxi und Zhejiang vor.[1]
- Lysimachia hybrida Michx.: Sie kommt in Kanada und in den Vereinigten Staaten vor.[8]
- Lysimachia hypericoides Hemsl.: Sie kommt im nördlichen Guizhou, im westlichen Hubei, im nordöstlichen Hunan und im östlichen Sichuan in Höhenlagen von 1700 bis 2200 Metern vor.[1]
- Lysimachia inaperta C.M.Hu & F.N.Wei: Sie kommt im nördlichen Guangxi vor.[1]
- Lysimachia iniki K.L. Marr: Sie kommt auf Hawaii vor.[6]
- Lysimachia insignis Hemsl.: Sie kommt im südwestlichen Guangxi, im südwestlichen Guizhou, im südöstlichen Yunnan und im nördlichen Vietnam vor.[1]
- Japanischer Gilbweiderich (Lysimachia japonica Thunb., Syn.: Lysimachia maculata R.Br.): Er ist in Asien (Indien, Kaschmir, Bhutan, Indonesien, Korea, Taiwan und China) verbreitet.[9][1][7]
- Lysimachia jiangxiensis C.M.Hu: Sie kommt nur in Jiangxi vor.[1]
- Lysimachia jingdongensis F.H.Chen & C.M.Hu: Sie kommt nur im südlichen Yunnan in Höhenlagen von 2100 bis 2600 Metern vor.[1]
- Lysimachia kalalauensis Skottsb.: Sie wurde von Kauaʻi beschrieben.
- Lysimachia klattiana Hance: Sie kommt in Anhui, Henan, Hubei, Jiangsu, Jiangxi, Shandong und Zhejiang vor.[1]
- Lysimachia kwangtungensis (Hand.-Mazz.) C.M.Hu: Sie kommt nur im  nördlichen Guangdong und in Hunan vor.[1]
- Lysimachia lanceolata Walter: Sie kommt in Kanada und in den Vereinigten Staaten vor.[8]
- Lysimachia lancifolia W.G.Craib: Sie kommt im südlichen Yunnan und im nördlichen Thailand vor.[1]
- Lysimachia laxa Baudo: Sie kommt in Sri Lanka, Indien, Nepal, Myanmar, Vietnam, Thailand, auf Java, Sumatra und im südlichen Yunnan vor.[1]
- Lysimachia lichiangensis Forrest: Sie kommt in zwei Varietäten im westlichen Sichuan und im nördlichen Yunnan vor.[1]
- Lysimachia linguiensis C.Z.Gao: Sie kommt nur im nordwestlichen Guangxi vor.[1]
- Lysimachia liui S.S.Chien: Sie kommt in Sichuan in Höhenlagen von 1800 bis 3100 Metern vor.[1]
- Lysimachia lobelioides Wall.: Sie kommt in Bhutan, Indien, Laos, Myanmar, Nepal, Thailand und in China vor.[1]
- Lysimachia longipedicellata (Lunell) Hand.-Mazz.: Sie wurde von North Dakota erstbeschrieben.
- Lysimachia longipes Hemsl.: Sie kommt im südlichen Anhui, im nördlichen Fujian, im nördlichen Jiangxi und in Zhejiang vor.[1]
- Lysimachia longshengensis G.Z.Li & S.C.Tang: Sie kommt in Guangxi vor.[1]
- Lysimachia loomisii Torr.: Sie kommt in Georgia, in North Carolina und in South Carolina vor.[8]
- Lysimachia lychnoides F.H.Chen & C.M.Hu: Sie kommt nur im östlichen Guizhou vor.[1]
- Lysimachia lydgatei Hillebr.: Sie kommt auf Hawaii vor.[6]
- Strand-Milchkraut (Lysimachia maritima (L.) Galasso, Banfi & Soldano, Syn.: Glaux maritima L.)
- Lysimachia mauritiana Lam.: Sie kommt in Japan, Korea, Taiwan, China, auf den Philippinen, auf Mauritius sowie Réunion und auf Inseln im Pazifik vor.[1]
- Lysimachia maxima (R.Knuth) H.St.John: Sie kommt auf Hawaii vor.[6]
- Lysimachia medogensis F.H.Chen & C.M.Hu: Sie kommt im südöstlichen Tibet in Höhenlagen von etwa 3100 Metern vor.[1]
- Lysimachia melampyroides R.Knuth: Sie kommt in drei Varietäten im südöstlichen Gansu, im nordöstlichen Guangxi, im nordöstlichen Guizhou, im südwestlichen Hubei, in Hunan, im südwestlichen Shanxi und in Sichuan vor.[1]
- Lysimachia membranacea (Greene) Hand.-Mazz.: Sie wurde aus North Dakota erstbeschrieben.
- Lysimachia mexicana R.Knuth: Sie kommt in Mexiko vor.
- Lysimachia microcarpa Hand.-Mazz. ex C.Y. Wu: Sie kommt im südlichen Yunnan und im nördlichen Myanmar vor.[1]
- Lysimachia millietii (H.Lév.) Hand.-Mazz.: Sie kommt im westlichen Guizhou vor.[1]
- Lysimachia minoricensis J.J.Rodr.: Dieser Endemit kommt nur auf der Insel Menorca vor und wird in der Roten Liste der IUCN als "in der Natur ausgestorben" ("extinct in the wild") geführt.[7][10]
- Lysimachia miyiensis Y.I.Fang & C.Z.Cheng in F.H.Chen & C.M.Hu: Sie kommt im westlichen Sichuan vor.[1]
- Lysimachia montana (Reinw.) Bakh. f. ex Bentv.: Sie kommt in Indonesien auf Jawa, den Kleinen Sunda-Inseln sowie Sumatra vor.
- Lysimachia nanchuanensis C.Y.Wu: Sie kommt in Sichuan vor.[1]
- Lysimachia nanpingensis F.H.Chen & C.M.Hu: Sie kommt in Fujian und im westlichen Guangdong vor.[1]
- Lysimachia navillei (H. Léveillé) Handel-Mazzetti ex Rehder: Sie kommt in zwei Varietäten im nordwestlichen Guangxi, im südwestlichen Guizhou und in Hainan vor.[1]
- Hain-Gilbweiderich (Lysimachia nemorum L.)[7]
- Pfennigkraut (Lysimachia nummularia L.)[7]
- Lysimachia nutans Nees
- Lysimachia nutantiflora F.H.Chen & C.M.Hu: Sie kommt im südwestlichen Guangxi vor.[1]
- Lysimachia omeiensis Hemsl.: Sie kommt im westlichen Sichuan und im nordöstlichen Yunnan in Höhenlagen von 1800 bis 3500 Metern vor.[1]
- Lysimachia ophelioides Hemsl.: Sie kommt im westlichen Hubei und im östlichen Sichuan vor.[1]
- Lysimachia orbicularis F.H.Chen & C.M.Hu: Sie kommt nur im südwestlichen Sichuan vor.[1]
- Lysimachia otophora C.Y.Wu: Sie kommt im westlichen Guangxi, im südöstlichen Yunnan und im nördlichen Vietnam vor.[1]
- Lysimachia ovata St.John.
- Lysimachia paridiformis Franch.: Sie kommt in zwei Varietäten in Guangdong, Guangxi, Guizhou, Hubei, Hunan, Sichuan und Yunnan vor.[1]
- Lysimachia parvifolia Franch. (Syn.: Lysimachia candida var. microphylla Franch., Lysimachia humifusa R.Knuth, Lysimachia stolonifera Migo): Sie gedeiht an feuchten Standorten in den chinesischen Provinzen Anhui, Fujian, Guangdong, Guizhou, Hubei, Hunan, Jiangxi, Sichuan sowie Yunnan vor.[1]
- Lysimachia patungensis Hand.-Mazz.: Sie in Mischwäldern und an Fließgewässern in Höhenlagen von 500 bis 1000 Metern in den chinesischen Provinzen Anhui, Fujian, Guangdong, Hubei, Hunan, Jiangxi sowie Zhejiang vor.[1]
- Lysimachia peduncularis Wall. ex Kurz: Sie kommt in Kambodscha, Indien, Malaysia, Myanmar, Thailand, Vietnam und im südlichen Yunnan vor.[1]
- Lysimachia pendens K.L.Marr: Sie kommt auf Hawaii vor.[6]
- Lysimachia pentapetala Bunge (Syn.: Lysimachia unguiculata Diels): Sie gedeiht auf Brachland, an Straßenrändern und in offenen Wäldern in der Inneren Mongolei und in den chinesischen Provinzen Anhui, Gansu, Hebei, Heilongjiang, Henan, Hubei, Shaanxi, Shandong sowie Shanxi.[1]
- Lysimachia perfoliata Hand.-Mazz.: Sie gedeiht in Bergtälern und in Waldländern in Höhenlagen von 900 bis 1100 Metern im südlichen Anhui und im nördlichen Jiangxi.[1]
- Lysimachia petelotii Merr.: Sie kommt im nördlichen Vietnam und in den chinesischen Provinzen Guangdong, Guangxi, Guizhou, Hunan, Sichuan sowie Yunnan vor.[1]
- Lysimachia phyllocephala Hand.-Mazz.: Es gibt zwei Varietäten:[1]
  - Lysimachia phyllocephala Merr. var. phyllocephala (Syn.: Lysimachia cephalantha R.Knuth): Sie gedeiht in Lorbeerwäldern und an Fließgewässern in Höhenlagen von 600 bis 2600 Metern in den chinesischen Provinzen Guangxi, Guizhou, Hubei, Hunan, Jiangxi, Sichuan, Yunnan sowie Zhejiang.[1]
  - Lysimachia phyllocephala var. polycephala (Chien) F.H.Chen & C.M.Hu (Syn.: Lysimachia polycephala Chien): Sie gedeiht an feuchten Waldrändern in Höhenlagen von 1100 bis 2100 Metern nur im östlichen Sichuan.[1]
- Lysimachia physaloides C.Y.Wu & C.Chen in F.H.Chen & C.M.Hu: Dieser Endemit gedeiht an schattigen Standorten in der Nähe von Gewässern nur in Kreis Jinping im südöstlichen Yunnan.[1]
- Lysimachia pittosporoides C.Y.Wu: Sie gedeiht in Mischwäldern und Sträuchern auf Kalkformationen in Höhenlagen von 1400 bis 1800 Metern nur im südöstlichen Yunnan vor.[1]
- Lysimachia platypetala Franch.: Sie gedeiht an Fließgewässern und an Rädern von Waldländern in Tälern in Höhenlagen von 2000 bis 2500 Metern im südwestlichen Sichuan und im zentralen bis nördlichen Yunnan.[1]
- Lysimachia prolifera Klatt: Sie kommt in Indien, Bhutan, Nepal, Sikkim, Myanmar, im südlichen Tibet und in den chinesischen Provinzen westliches Sichuan sowie nordwestliches Yunnan vor.[1]
- Lysimachia pseudohenryi Pamp. (Syn.: Lysimachia argentata L.H.Bailey, Lysimachia sutchuenensis Bonati): Sie an Rändern von Waldländern und unter Sträuchern in Höhenlagen von 500 bis 1500 Metern in den chinesischen Provinzen Anhui, nördliches Guangdong, Henan, Hubei, Hunan, Jiangxi, südliches Shaanxi, östliches Sichuan sowie Zhejiang vor.[1]
- Lysimachia pseudotrichopoda Hand.-Mazz.: Sie gedeiht in Wäldern und an Grashängen in Höhenlagen von 1100 bis 1400 Metern in den chinesischen Provinzen im westlichen Hubei sowie östliches Sichuan.[1]
- Lysimachia pterantha Hemsl.: Sie gedeiht an grasigen Berghängen nur im östlichen Sichuan vor.[1]
- Lysimachia pteranthoides Bonati: Sie gedeiht an Waldrändern in Höhenlagen von etwa 2100 Metern im westlichen Sichuan sowie nordöstlichen Yunnan.[1]
- Lysimachia pumila (Baudo) Franch.: Sie gedeiht auf Feuchtwiesen und feuchten Rändern von Waldländern in Höhenlagen von 3500 bis 4000 Metern im westlichen Sichuan und im westlichen bis nordwestlichen Yunnan.[1]
- Punktierter Gilbweiderich (Lysimachia punctata L.):[7] Er wird häufig als Zierpflanze in Gärten kultiviert und ist oft daraus verwildert.
- Lysimachia punctatilimba C.Y.Wu: Sie gedeiht in dichten Wäldern und entlang von Fließgewässern in Höhenlagen von 1300 bis 1900 Metern im westlichen Hubei und im südöstlichen Yunnan (nur im Kreis Pingbian) vor.[1]
- Lysimachia pyramidalis Wall.
- Lysimachia qimenensis X.H.Guo, X.P.Zhang & J.W.Shao: Sie wurde 2004 aus Anhui erstbeschrieben. Sie gedeiht dort in Wäldern in Höhenlagen von 300 bis 500 Metern.[1]
- Lysimachia quadrifolia L.: Sie kommt in Kanada und in den Vereinigten Staaten vor.[6]
- Lysimachia racemiflora Bonati: Sie gedeiht in Felsspalten an Berghängen nur im nordöstlichen Yunnan vor.[1]
- Lysimachia radicans Hook.: Sie kommt in den Vereinigten Staaten vor.[8]
- Lysimachia reflexiloba Hand.-Mazz.: Dieser Endemit gedeiht an grasigen Berghängen in Höhenlagen von 1700 bis 2200 Metern nur im Kreis Muli im südwestlichen Sichuan.[1]
- Lysimachia remota Petitm.: Es gibt zwei Varietäten:[1]
  - Lysimachia remota var. lushanensis F.H.Chen & C.M.Hu: Sie gedeiht an grasigen Ufern und an Waldrändern in Höhenlagen von 1000 bis 1400 Metern nur im nördlichen Jiangxi.[1]
  - Lysimachia remota Petitm. var. remota (Syn.: Lysimachia cephalantha R.Knuth, Lysimachia deltoidea var. typica R.Knuth, Lysimachia formosana Honda): Sie gedeiht an grasigen Ufern und in schattigen Felsspalten in Taiwan un in den chinesischen Provinzen Fujian, südliches Jiangsu, Jiangxi sowie Zhejiang.[1]
- Lysimachia remyi Hillebr. (Syn.: Lysimachia angusta H.St.John, Lysimachia arta H.St.John, Lysimachia attenuata H.St.John, Lysimachia caliginis H.St.John, Lysimachia ciliolata H.St.John, Lysimachia elliptica H.St.John, Lysimachia fauriei H.St.John, Lysimachia furcata H.St.John, Lysimachia kalaupapaensis H.St.John, Lysimachia kipahuluensis H.St.John, Lysimachia kipahuluensis subsp. caliginis (H.St.John) I.C.Oh & Anderb., Lysimachia kukuiensis H.St.John, Lysimachia lata H.St.John, Lysimachia molokaiensis H.St.John, Lysimachia mucronata H.St.John, Lysimachia munroi H.St.John, Lysimachia occidentalis H.St.John, Lysimachia pedicellata H.St.John, Lysimachia pentophylla H.St.John, Lysimachia pilosula H.St.John, Lysimachia remyi subsp. caliginis (H.St.John) K.L.Marr, Lysimachia remyi subsp. kipahuluensis (H.St.John) K.L.Marr, Lysimachia remyi subsp. subherbacea (Hillebr.) K.L.Marr, Lysimachia rockii H.St.John, Lysimachia scansoria H.St.John, Lysimachia stene H.St.John, Lysimachia subherbacea (Hillebr.) H.St.John, Lysimachia waikoluensis H.St.John): Sie kommt mit zwei Unterarten nur auf den Hawaiianischen Inseln Molokaʻi sowie Maui vor.
- Lysimachia robusta Hand.-Mazz.: Dieser Endemit gedeiht zwischen Sträuchern an Berghängen in Höhenlagen von 2400 bis 2700 Metern nur im Kreis Tengchong im südwestlichen Yunnan.[1]
- Lysimachia roseola F.H.Chen & C.M.Hu: Dieser Endemit gedeiht an grasigen Berghängen und an Straßenrändern in Höhenlagen von etwa 2000 Metern nur im Kreis Jiulong im südwestlichen Sichuan.[1]
- Lysimachia rubiginosa Hemsl. (Syn.: Lysimachia involucrata Hemsl.): Sie gedeiht auf feuchten Standorten in Wäldern  und an Fließgewässern in Höhenlagen von 1000 bis 1500 Metern in den chinesischen Provinzen Guangxi, Guizhou, Hubei, Hunan, Sichuan, Zhejiang und im nordöstlichen bis südöstlichen Yunnan.[1]
- Lysimachia rubinervis F.H.Chen & C.M.Hu: Sie gedeiht an Waldrändern und an Fließgewässern nur im südöstlichen Zhejiang.[1]
- Lysimachia ruhmeriana Vatke
- Lysimachia rupestris F.H.Chen & C.M.Hu: Dieser Endemit gedeiht im tropischen Karst auf Kalkfelsen in Wäldern in Höhenlagen von 300 bis 500 Metern nur im Kreis Longzhou im südlichen Guangxi.[1]
- Lysimachia saxicola Chun & F.H.Chun: Die zwei Varietäten kommen nur im nordwestlichen Guangxi vor.[1]
  - Lysimachia saxicola var. minor C.F.Liang ex F.H.Chen & C.M.Hu: Dieser Endemit gedeiht im tropischen Karst nur im Kreis Hechi.[1]
  - Lysimachia saxicola Chun & F.H.Chun var. saxicola: Dieser Endemit gedeiht im tropischen Karst in Höhenlagen von etwa 2500 Metern nur im Kreis Nandan.[1]
- Lysimachia scapiflora C.M.Hu, Z.R.Xu & F.P.Chen: Dieser Endemit gedeiht tief in Wäldern auf Kalkformationen in Höhenlagen von etwa 300 Metern nur im Kreis Ningming in Guangxi.[1]
- Lysimachia sciadantha C.Y.Wu: Dieser Endemit gedeiht an schattigen Standorten auf Berghängen und unter Sträuchern in Xishui im nördlichen Guizhou.[1]
- Lysimachia sciadophylla F.H.Chen & C.M.Hu: Dieser Endemit gedeiht an Waldrändern und unter Sträuchern nur im Kreis Qianyang im südwestlichen Hunan.[1]
- Lysimachia serpyllifolia Schreb.: Sie kommt in Griechenland und Kreta vor.[7]
- Lysimachia sertulata Baudo
- Lysimachia shimianensis F.H.Chen & C.M.Hu: Dieser Endemit gedeiht an grasigen Ufern nur im Kreis Shimian im westlichen Sichuan vor.[1]
- Lysimachia siamensis Bonati: Sie kommt im südlichen Yunnan, in Myanmar, Thailand und Vietnam vor.[1]
- Lysimachia silvestrii (Pamp.) Hand.-Mazz.: Sie gedeiht an Wassergräben, in offenen Wäldern und an grasigen Berghängen in Höhenlagen von 1400 bis 3000 Metern in den chinesischen Provinzen  südöstliches Gansu, Hubei, Hunan, Jiangxi, südliches Shaanxi sowie nordöstliches Sichuan.[1]
- Lysimachia stellarioides Hand.-Mazz.: Dieser Endemit gedeiht in Höhenlagen von etwa 1300 Metern nur in Mao in Sichuan.[1]
- Lysimachia stenosepala Hemsl.: Es gibt zwei Varietäten:[1]
  - Lysimachia stenosepala var. flavescens F.H.Chen & C.M.Hu: Sie gedeiht an feuchten Standorten  an Fließgewässern und im Gestrüpp in Höhenlagen von 1100 bis 1900 Metern in den chinesischen Provinzen Guizhou, südliches Sichuan sowie Yunnan.[1]
  - Lysimachia stenosepala Hemsl. var. stenosepala: Sie gedeiht an feuchten Standorten in Waldländern, an Fließgewässern und an grasigen Berghängen in Höhenlagen von 900 bis 2500 Metern in den chinesischen Provinzen Guizhou, Hubei, Hunan, Shaanxi sowie Zhejiang.[1]
- Lysimachia steyermarkii Standl.
- Lysimachia stigmatosa F.H.Chen & C.M.Hu: Sie gedeiht an feuchten Standorten in Mischwäldern im südlichen Anhui sowie nördlichen Jiangxi.[1]
- Lysimachia subverticillata C.Y.Wu: Sie gedeiht an feuchten Standorten in Waldländern und entlang von Fließgewässern in Höhenlagen von 500 bis 800 Metern im südwestlichen Guizhou sowie südöstlichen Yunnan.[1]
- Lysimachia taliensis Bonati: Sie gedeiht an grasigen Berghängen und im Gestrüpp in Höhenlagen von 2600 bis 3800 Metern in Yunnan.[1]
- Lysimachia tengyuehensis Hand.-Mazz.: Dieser Endemit gedeiht unter Sträuchern, entlang von Fließgewässern und an Reisfeldern in Höhenlagen von etwa 2400 Metern nur in Tengchong im südwestlichen Yunnan.[1]
- Lysimachia terrestris (L.) Britton, Sterns & Poggenb.: Sie kommt in Kanada und in den Vereinigten Staaten vor.[6][7]
- Straußblütiger Gilbweiderich (Lysimachia thyrsiflora L.)[7] Sie ist zirkumboreal weitverbreitet.[1]
- Lysimachia tianyangensis D.Fang & C.Z.Gao: Dieser Endemit gedeiht im tropischen Karst an Kalkfelsen nur im Kreis Tianyang im westlichen Guangxi.[1]
- Lysimachia tienmushanensis Migo: Dieser Endemit gedeiht entlang von Fließgewässern, Rändern von Waldländern und in Schluchten in Höhenlagen von 600 bis 1000 Metern nur im nordwestlichen Zhejiang.[1]
- Lysimachia trichopoda Franch.: Es gibt zwei Varietäten:[1]
  - Lysimachia trichopoda var. sarmentosa (C.Y.Wu) F.H.Chen & C.M.Hu: Dieser Endemit gedeiht in Mischwäldern in Höhenlagen von 1900 bis 2400 Metern nur in Jinping sowie Wenshan im südöstlichen Yunnan.[1]
  - Lysimachia trichopoda Franch. var. trichopoda: Sie gedeiht an feuchten Standorten in offenen Wäldern und Schluchten in Höhenlagen von 1200 bis 1800 Metern in den chinesischen Provinzen südliches Guizhou, südliches Sichuan sowie nordöstliches Yunnan.[1]
- Lysimachia tsaii C.M.Hu: Sie kommt in Höhenlagen von etwa 3000 Metern nur im nordwestlichen Yunnan.[1]
- Lysimachia tsarongensis Hand.-Mazz.: Sie gedeiht auf Feuchtwiesen entlang von Fließgewässern nur im Kreis Tsarong im südöstlichen Tibet.[1]
- Lysimachia verticillaris Spreng.: Sie kommt in der Ukraine, in der Türkei, in Armenien und im Kaukasusraum vor.[7]
- Lysimachia violascens Franch.: Sie gedeiht an Berghängen nur im nördlichen Yunnan.[1]
- Lysimachia vittiformis F.H.Chen & C.M.Hu: Dieser Endemit gedeiht an schattigen Standorten an Berghängen nur im Kreis Tianlin im nordwestlichen Guangxi.[1]
- Gewöhnlicher Gilbweiderich (Lysimachia vulgaris L.)[9][7]
- Lysimachia wilsonii Hemsl.: Sie gedeiht an Waldrändern und entlang von Fließgewässern in Höhenlagen von etwa 1000 Metern nur im Emei Shan in Sichuan und im nordöstlichen Yunnan.[1]
- Lysimachia yingdeensis F.H.Chen & C.M.Hu: Sie gedeiht in Wäldern und entlang von Fließgewässern nur im nördlichen Guangdong.[1]

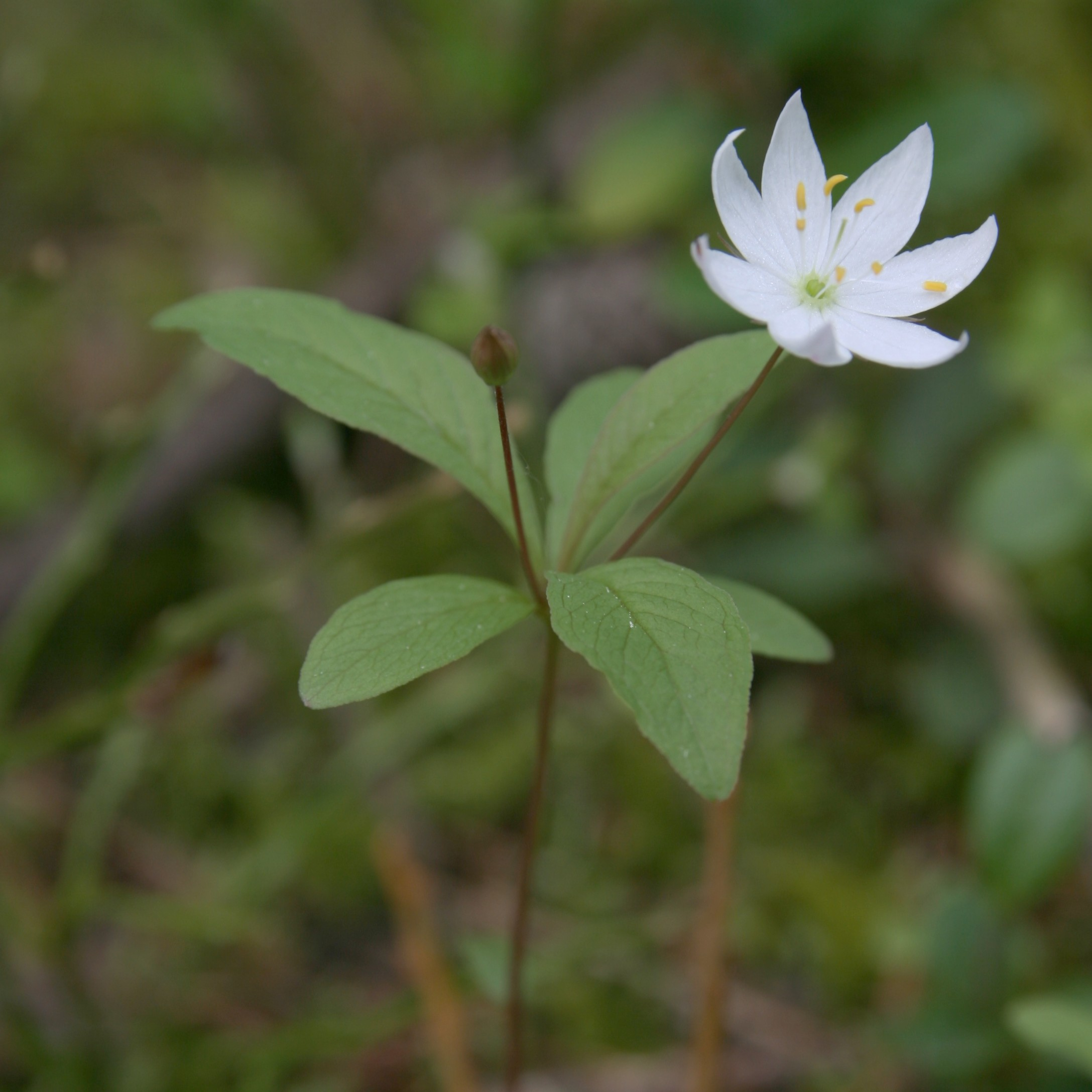
Siebenstern (Lysimachia europaea)

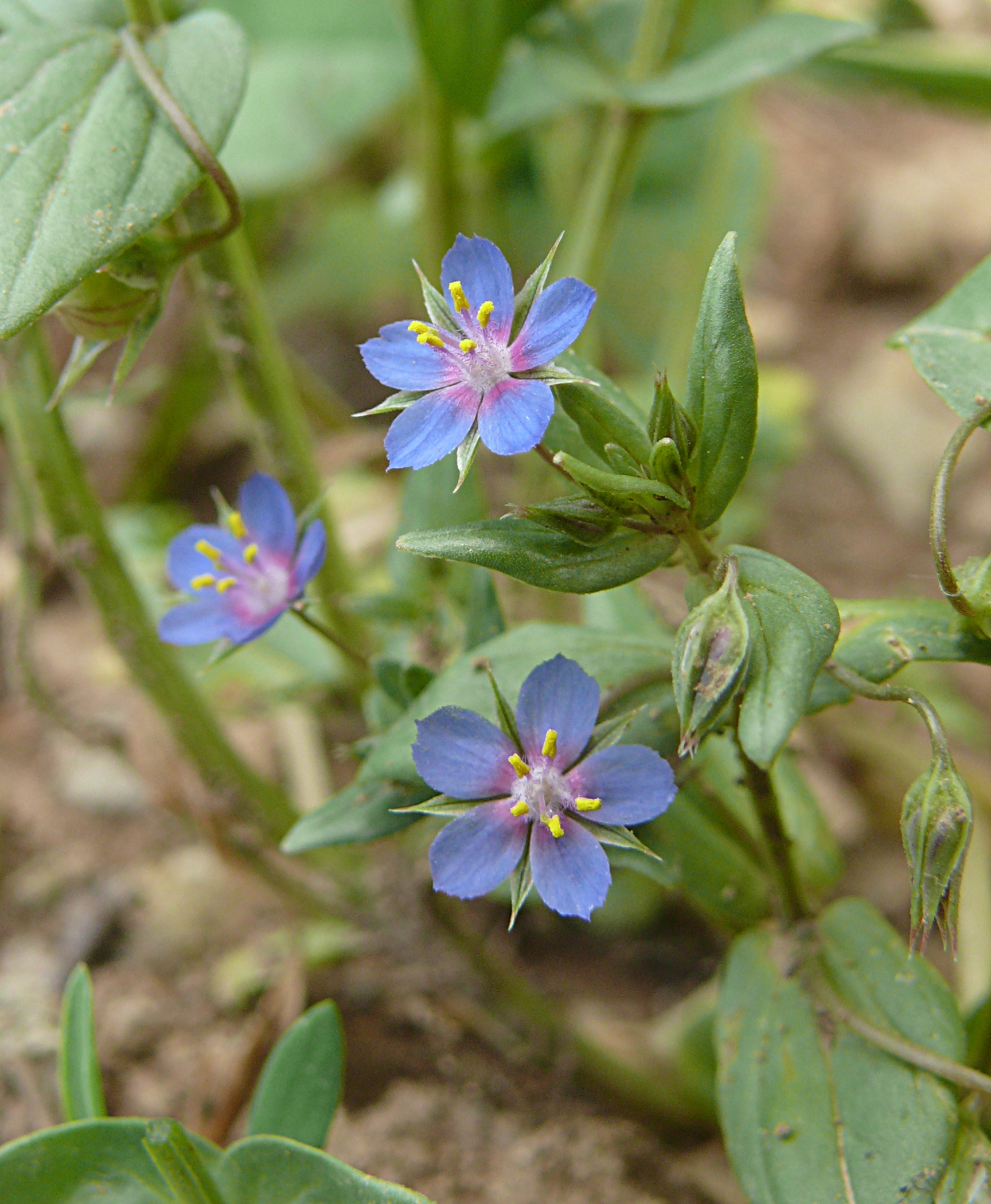
Blauer Gauchheil (Lysimachia foemina)

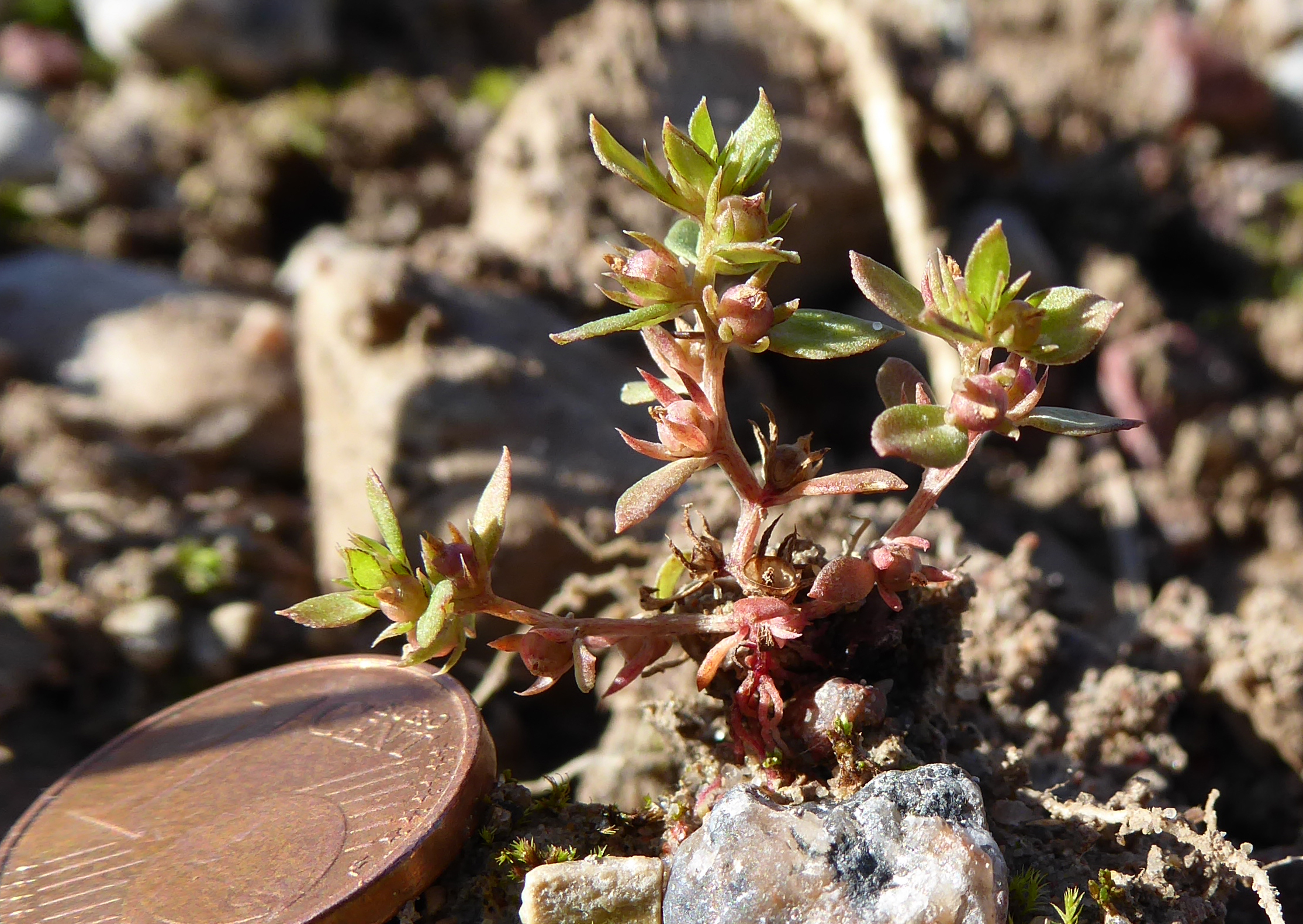
Habitus des Zwerg-Gauchheil (Lysimachia minima)

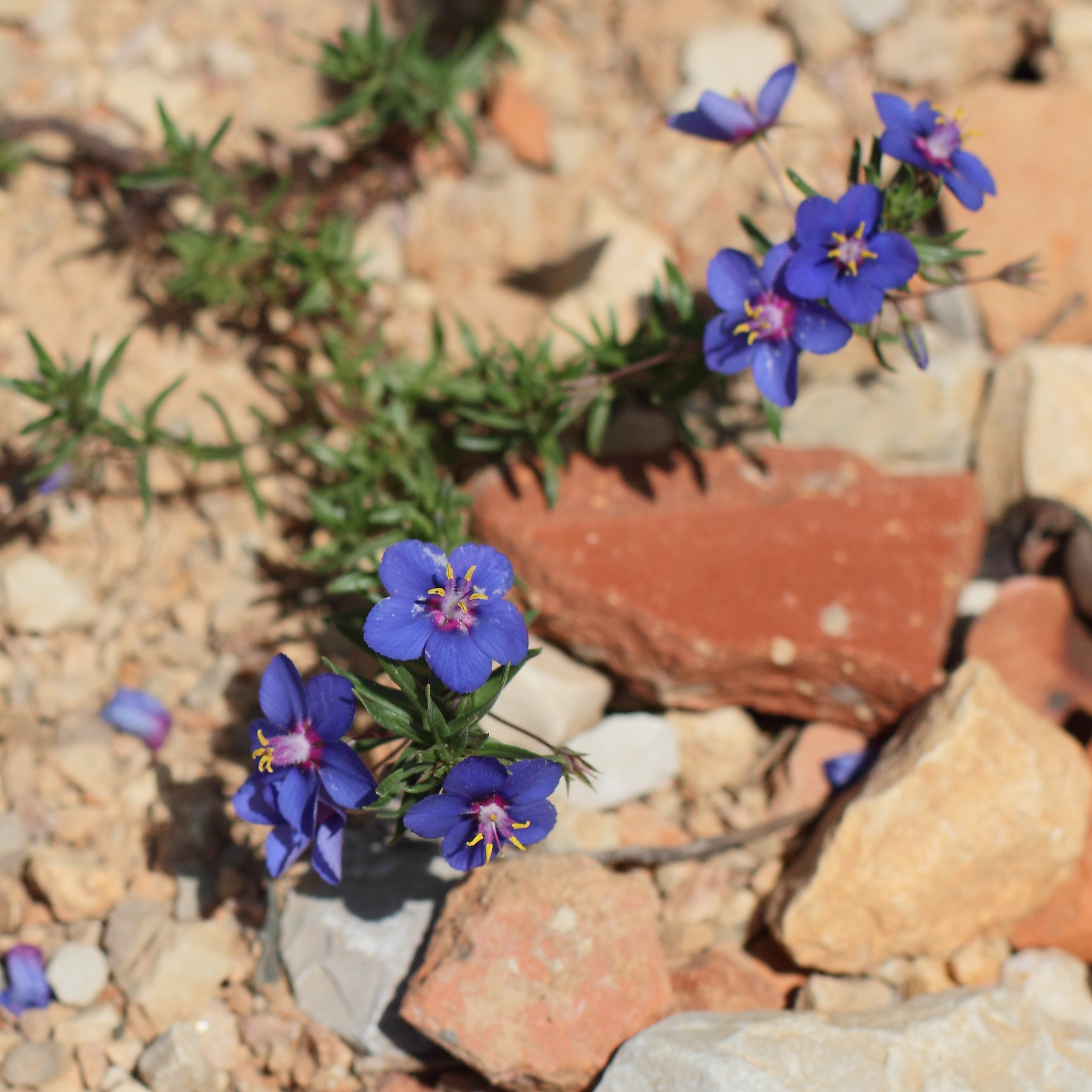
Leinblättriger Gauchheil (Lysimachia monelli)

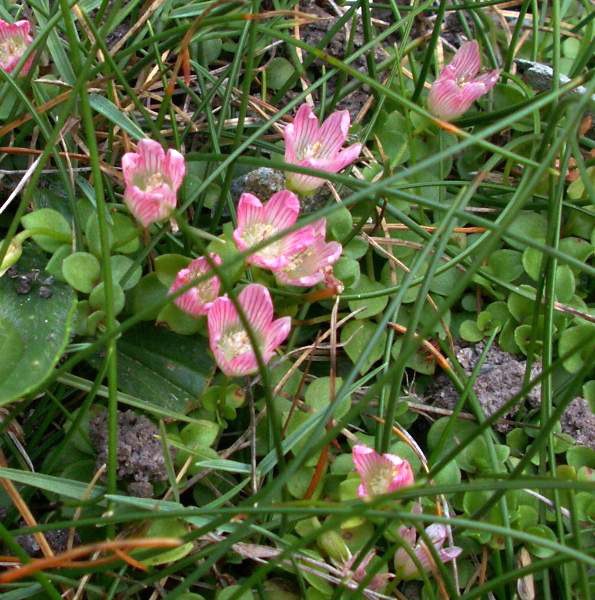
Zarter Gauchheil (Lysimachia tenella)

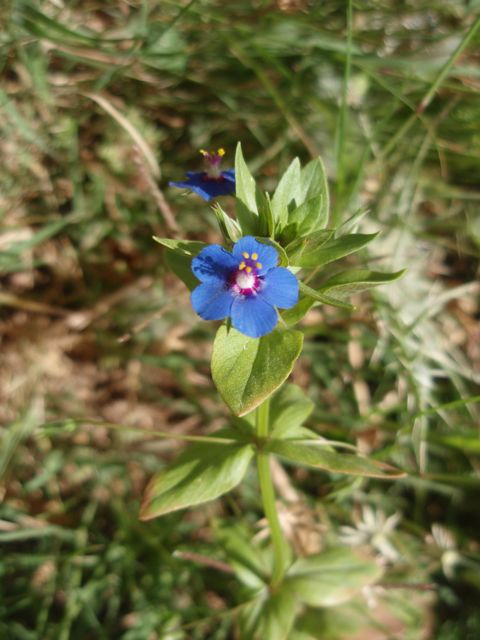
Lysimachia tyrrhenia

Nachdem Manns und Anderberg 2005 aufgezeigt haben, dass die Gattung Lysimachia s. str. ohne die Arten der Gattungen Anagallis, Pelletiera sowie Trientalis paraphyletisch ist, haben Manns und Anderberg 2009 die nötigen taxonomischen Änderungen veröffentlicht für eine monophyletische Gattung Lysimachia s. l. durchgeführt. sie enthält damit etwa 33 Arten mehr. Auch die Gattung Glaux muss dann eingegliedert werden:
- Lysimachia acuminata (Welw. ex Schinz) U.Manns & Anderb. (Syn.: Anagallis acuminata  Welw. ex Schinz): Diese Neukombination erfolgte 2009.[2]
- Lysimachia angustiloba (Engl.) U.Manns & Anderb. (Syn.: Anagallis quartiniana var. angustiloba Engl., Anagallis angustiloba (Engl.) Engl.): Diese Neukombination erfolgte 2009.[2]
- Acker-Gauchheil (Lysimachia arvensis (L.) U.Manns & Anderb., Syn.: Anagallis arvensis L., Anagallis arvensis L. var. arvensis, Anagallis arvensis var. phoenicea Gouan, Anagallis arvensis var. caerulea (L.) Gouan, Lysimachia arvensis var. caerulea (L.) Turland & Bergmeier, Anagallis arvensis var. coerulea Domin orth. var., Anagallis arvensis L. subsp. arvensis Anagallis caerulea L., Anagallis caerulea Schreb. nom. illeg., Anagallis coerulea F.Muell. orth. var., Anagallis carnea Schrank, Anagallis parviflora Hoffmanns. & Link, Anagallis phoenicea Scop.): Diese Neukombination erfolgte 2009.[2] Die Art kommt ursprünglich in Europa, Nordafrika, in Asien und Makaronesien vor und ist beispielsweise in Australien ein Neophyt.[5][6]
- Lysimachia barbata (P.Taylor) U.Manns & Anderb. (Syn.: Anagallis pumila var. barbata P.Taylor, Anagallis barbata (P.Taylor) Kupicha): Diese Neukombination erfolgte 2009.[2]
- Lysimachia borealis (Raf.) U.Manns & Anderb. (Syn.: Trientalis borealis Raf., Trientalis europaea Michx. non L.): Diese Neukombination erfolgte 2009.[2]
- Lysimachia brevipes (P.Taylor) U.Manns & Anderb. (Syn.: Anagallis brevipes P.Taylor): Diese Neukombination erfolgte 2009.[2]
- Lysimachia cubangensis U.Manns & Anderb. (Syn.: Anagallis filifolia Engl. & Gilg non Lysimachia filifolia C.N.Forbes & Lydgate): Diese Neukombination erfolgte 2009.[2]
- Lysimachia djalonis (A.Chev.) U.Manns & Anderb. (Syn.: Anagallis djalonis A.Chev.): Diese Neukombination erfolgte 2009.[2]
- Lysimachia elegantula (P.Taylor) U.Manns & Anderb. (Syn.: Anagallis elegantula P.Taylor): Diese Neukombination erfolgte 2009.[2]
- Siebenstern (Lysimachia europaea (L.) U.Manns & Anderb., Syn.: Trientalis europaea L.). Diese Neukombination erfolgte 2009.[2]
- Lysimachia filiformis (Cham. & Schltdl.) U.Manns & Anderb. (Syn.: Anagallis filiformis Cham. & Schltdl.): Diese Neukombination erfolgte 2009.[2]
- Blauer Gauchheil (Lysimachia foemina (Mill.) U.Manns & Anderb., Syn.: Anagallis foemina Mill.): Diese Neukombination erfolgte 2009.[2]
- Lysimachia gracilipes (P.Taylor) U.Manns & Anderb. (Syn.: Anagallis gracilipes P.Taylor): Diese Neukombination erfolgte 2009.[2]
- Lysimachia hexamera (P.Taylor) U.Manns & Anderb. (Syn.: Anagallis hexamera P.Taylor): Diese Neukombination erfolgte 2009.[2]
- Lysimachia huerneri (H.E.Hess) U.Manns & Anderb. (Syn.: Anagallis huerneri H.E.Hess): Diese Neukombination erfolgte 2009.[2]
- Lysimachia huttonii (Harv.) U.Manns & Anderb. (Syn.: Anagallis huttonii Harv.): Diese Neukombination erfolgte 2009.[2]
- Lysimachia kingaensis (Engl.) U.Manns & Anderb. (Syn.: Anagallis kingaensis Engl.): Diese Neukombination erfolgte 2009.[2]
- Lysimachia kochii (H.E.Hess) U.Manns & Anderb. (Syn.: Anagallis kochii H.E.Hess): Diese Neukombination erfolgte 2009.[2]
- Lysimachia latifolia (Hook.) Cholewa (Syn.: Trientalis latifolia Hook.): Diese Neukombination erfolgte 2014. Die Art kommt im westlichen Nordamerika vor.[8]
- Zwerg-Gauchheil (Lysimachia minima (L.) U.Manns & Anderb., Syn.: Anagallis minima (L.) E.H.L.Krause, Anagallis centunculus Afzel., Centunculus minimus L.): Diese Neukombination erfolgte 2009.[2] Die Art kommt ursprünglich in Europa und in Algerien vor und ist beispielsweise in Australien ein Neophyt.[5][6]
- Leinblättriger Gauchheil (Lysimachia monelli (L.) U.Manns & Anderb., Syn.: Anagallis monelli L.): Diese Neukombination erfolgte 2009.[2]
- Lysimachia nummulariifolia (Baker) U.Manns & Anderb. (Syn.: Anagallis nummularifolia Baker): Diese Neukombination erfolgte 2009.[2] Sie kommt mit zwei Varietäten in Madagaskar nur in den Provinzen Antananarivo, Fianarantsoa sowie Toliara vor.[12]
- Lysimachia oligantha (P.Taylor) U.Manns & Anderb. (Syn.: Anagallis oligantha P.Taylor): Diese Neukombination erfolgte 2009.[2]
- Lysimachia ovalis (Ruiz & Pav.) U.Manns & Anderb. (Syn.: Anagallis ovalis Ruiz & Pav., Anagallis pumila Sw. non Lysimachia pumila Franch., Anagallis pumila Sw. var. pumila, Centunculus pumilus (Sw.) Kuntze, Centunculus tenellus Duby, Micropyxis pumila (Sw.) Duby): Diese Neukombination erfolgte 2009.[2]
- Lysimachia peploides (Baker) U.Manns & Anderb. (Syn.: Anagallis peploides Baker): Diese Neukombination erfolgte 2009.[2] Sie kommt in Madagaskar nur in den Provinzen Antananarivo sowie Fianarantsoa vor.[12]
- Lysimachia rhodesica (R.E.Fr.) U.Manns & Anderb. (Syn.: Anagallis rhodesica R.E.Fr.): Diese Neukombination erfolgte 2009.[2]
- Lysimachia rubricaulis (Duby) U.Manns & Anderb. (Syn.: Micropyxis rubricaulis Duby): Diese Neukombination erfolgte 2009.[2] Sie kommt in Madagaskar nur in den Provinzen Analamanga sowie Itasy vor.[12]
- Lysimachia schliebenii (R.Knuth & Mildbr.) U.Manns & Anderb. (Syn.: Anagallis schliebenii R.Knuth & Mildbr.): Diese Neukombination erfolgte 2009.[2]
- Lysimachia serpens (Hochst. ex A.DC.) U.Manns & Anderb. (Syn.: Anagallis serpens Hochst. ex A.DC.): Diese Neukombination erfolgte 2009.[2]
- Zarter Gauchheil (Lysimachia tenella) L., Syn.: Anagallis tenella (L.) L..
- Lysimachia tenuicaulis (Baker) U.Manns & Anderb. (Syn.: Anagallis tenuicaulis Baker): Diese Neukombination erfolgte 2009.[2]
- Lysimachia tsaratananae (M.Peltier) U.Manns & Anderb. (Syn.: Anagallis tsaratananae M.Peltier): Diese Neukombination erfolgte 2009.[2] Dieser Endemit kommt in Madagaskar nur in der Provinz Antsiranana vor.[12]
- Lysimachia tyrrhenia U.Manns & Anderb. (Syn.: Anagallis crassifolia Thore non Lysimachia crassifolia C.Z.Gao & D.Fang): Diese Neukombination erfolgte 2009, der neue Name ist erforderlich, da Lysimachia crassifolia schon vergeben war.[2]
- Lysimachia verna (A.St.-Hil.) U.Manns & Anderb. (Syn.: Pelletiera verna A.St.-Hil.): Diese Neukombination erfolgte 2009.[2]
- Lysimachia wildpretii (Valdés) U.Manns & Anderb. (Syn.: Pelletiera wildpretii Valdés): Diese Neukombination erfolgte 2009.[2]